# Autoritratti di Vincent van Gogh

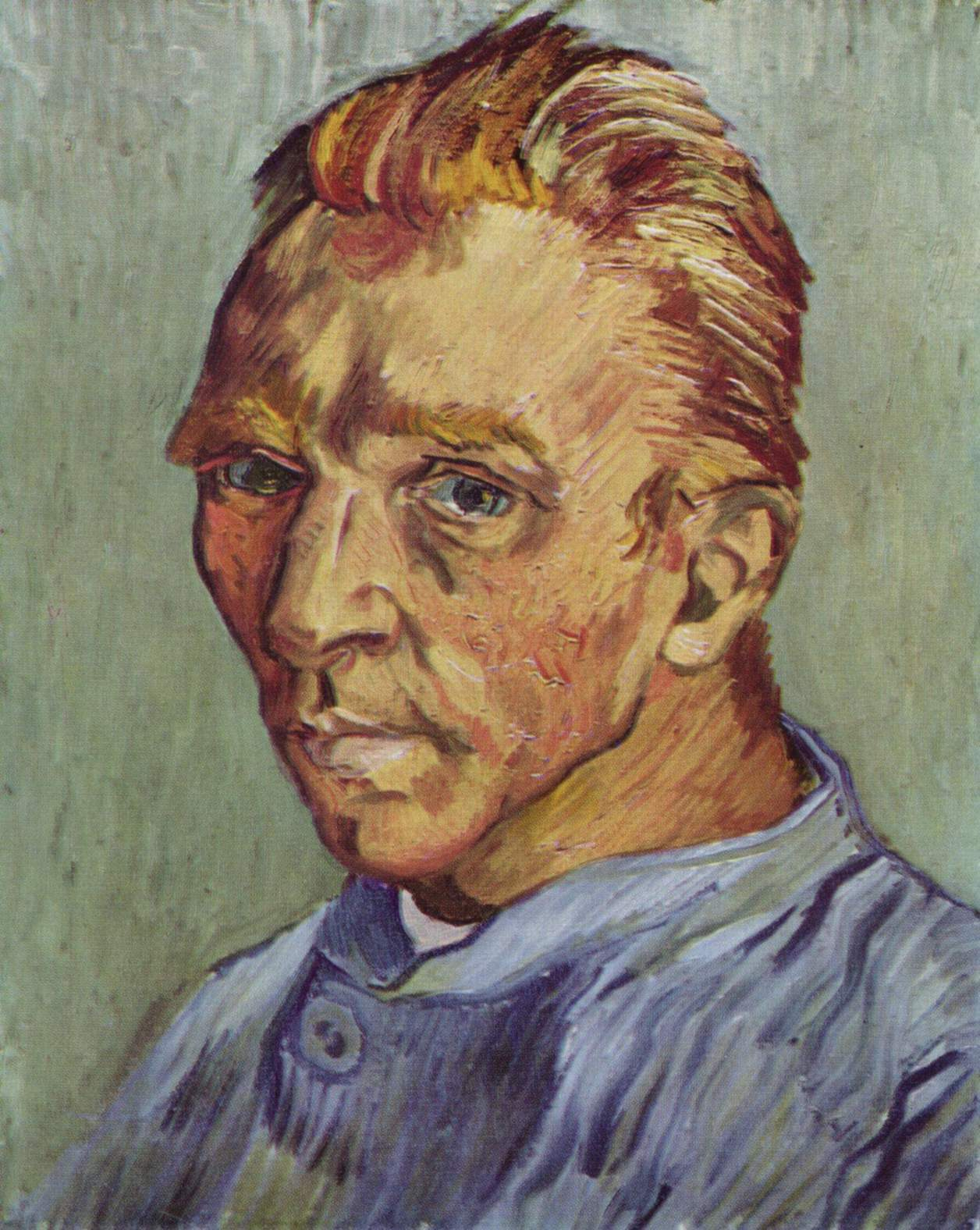
Vincent van Gogh, autoritratto senza barba, fine settembre 1889, (F 525), olio su tela, 40 × 31 cm., Collezione privata. Questo dovrebbe essere l'ultimo autoritratto di van Gogh, regalato a sua madre in occasione del suo compleanno. (vedi Osservazioni sotto)

Questa voce tratta degli autoritratti e ritratti di Vincent van Gogh. Comprende autoritratti, suoi ritratti di altri artisti e fotografie, una delle quali è dubbia. Le dozzine di autoritratti di van Gogh sono ampia parte della sua opera di pittore. Molto probabilmente, gli autoritratti di van Gogh raffigurano il volto come si presentava guardandosi allo specchio, cioè la parte destra nell'immagine è, in realtà, il lato sinistro del suo volto.
(Vincent Van Gogh)

## Periodi

### Parigi 1886
Il primo autoritratto di van Gogh a noi pervenuto è datato 1886.

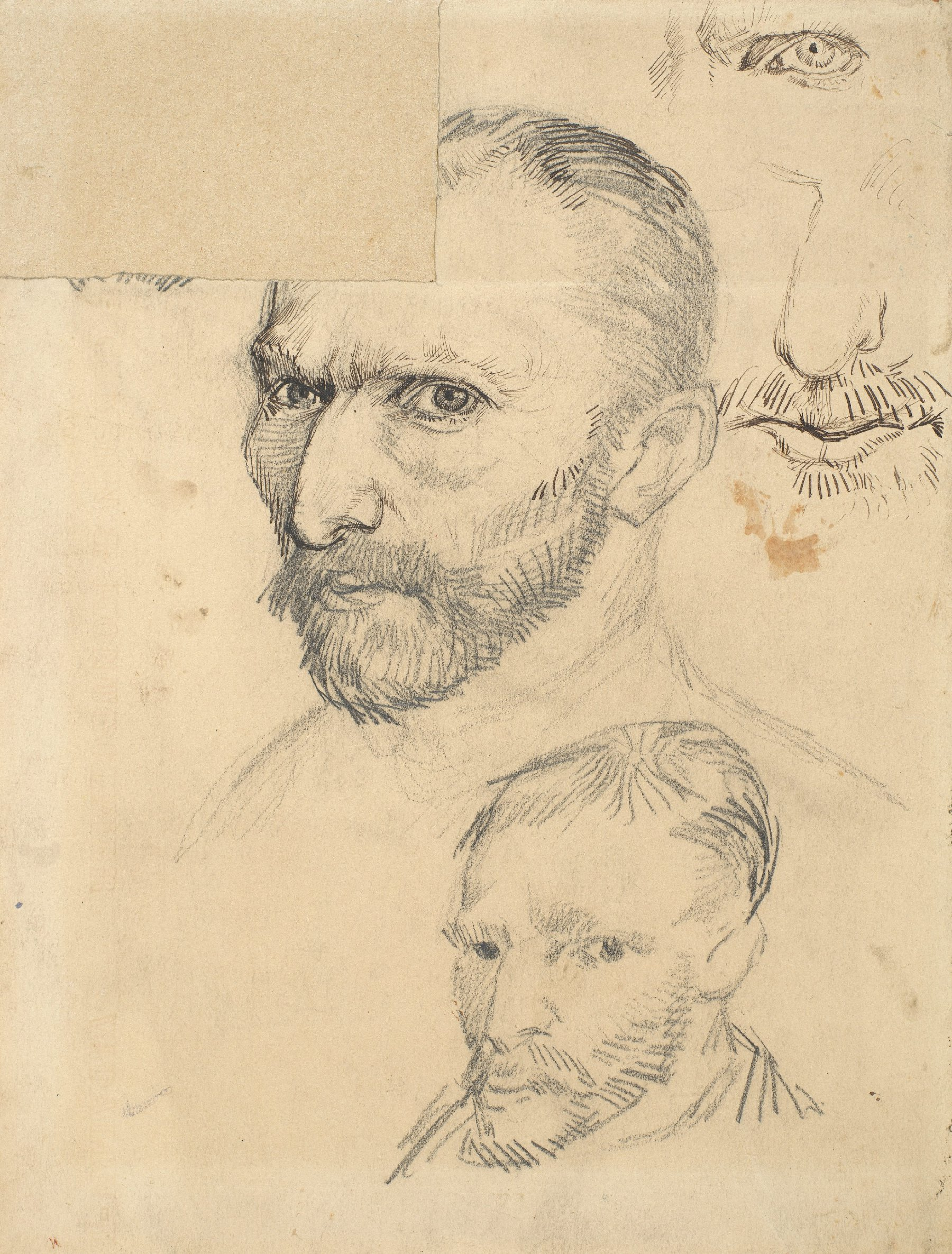
Doppio autoritratto con diversi dettagli, disegno, Parigi, 1886 Van Gogh Museum, Amsterdam (F1378r)
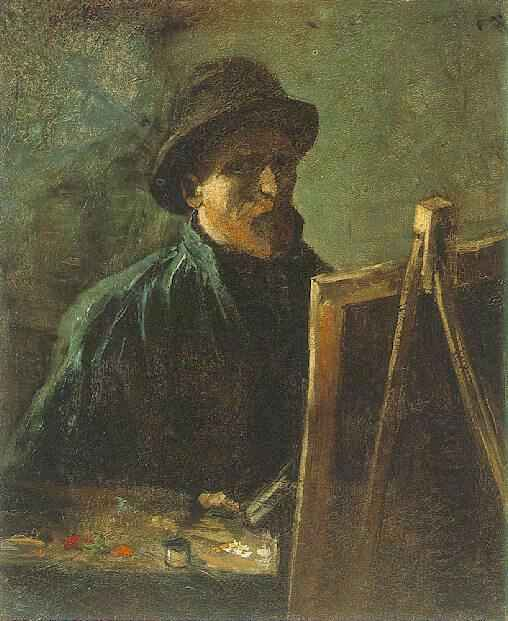
Autoritratto con cappello di feltro scuro al cavalletto 1886 Van Gogh Museum, Amsterdam (F181)
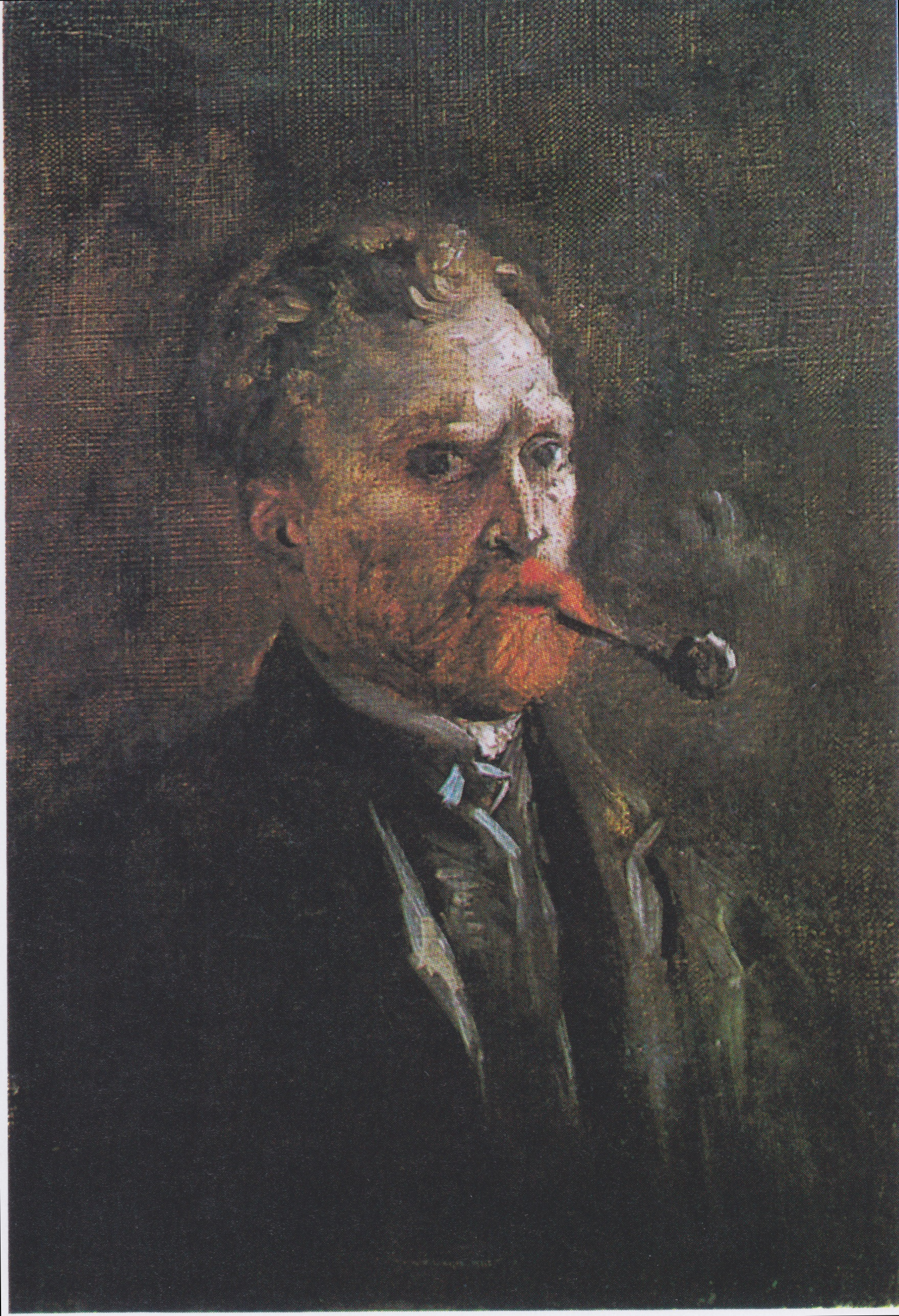
Autoritratto con pipa, 1886 Van Gogh Museum, Amsterdam (F208)
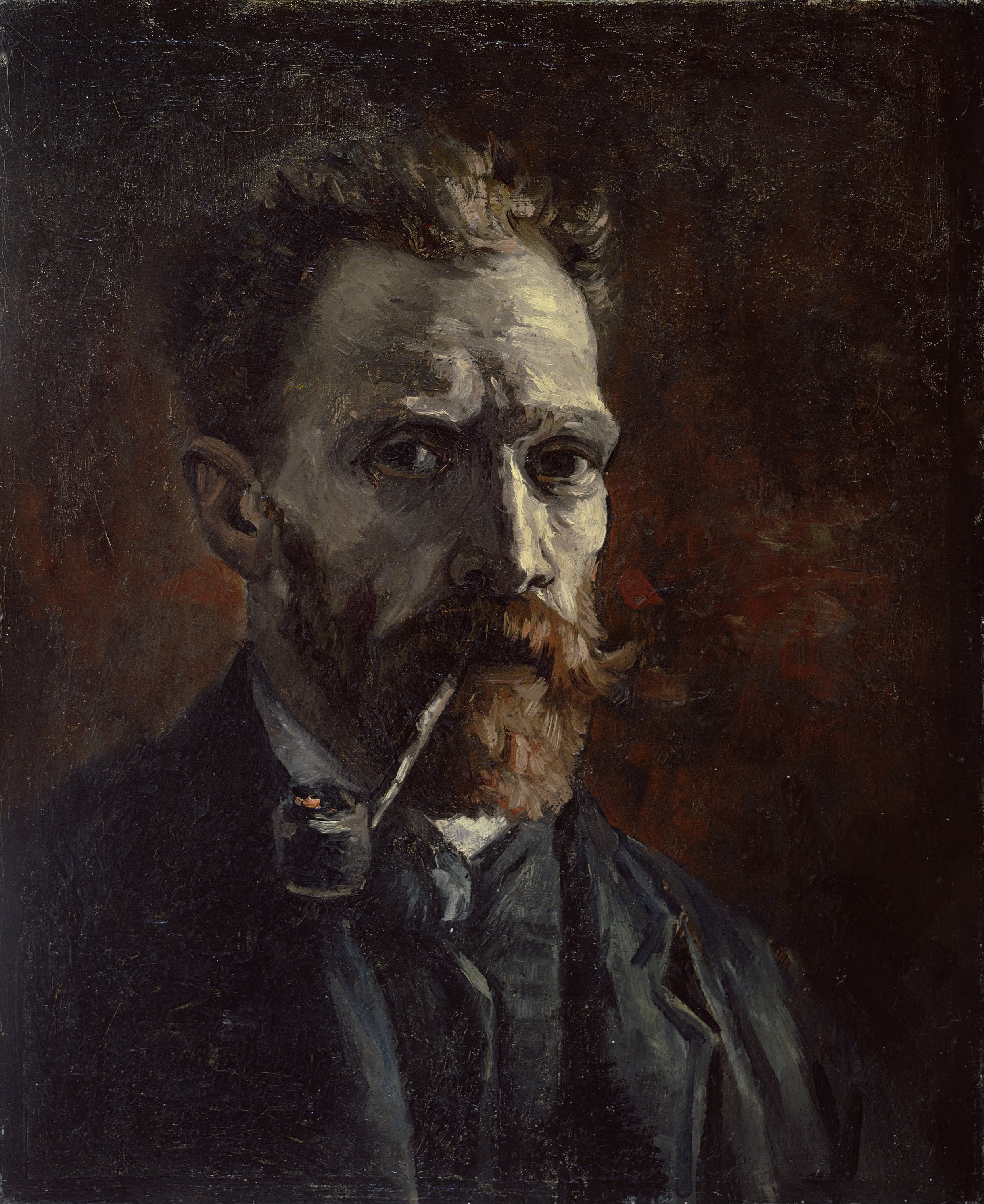
Autoritratto con pipa, 1886 Van Gogh Museum, Amsterdam (F180)
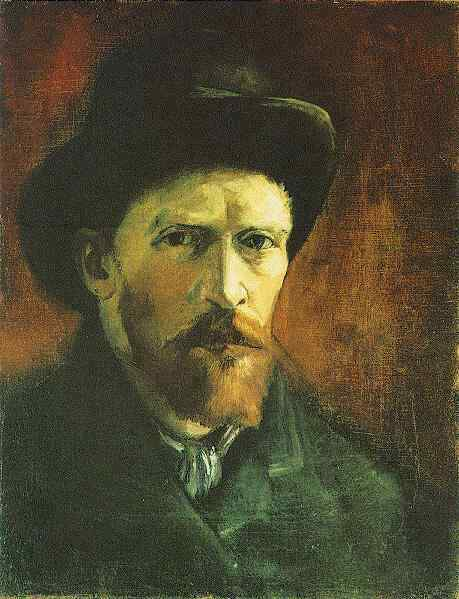
Autorittratto con cappello di feltro scuro, 1886 Van Gogh Museum, Amsterdam (F208a)
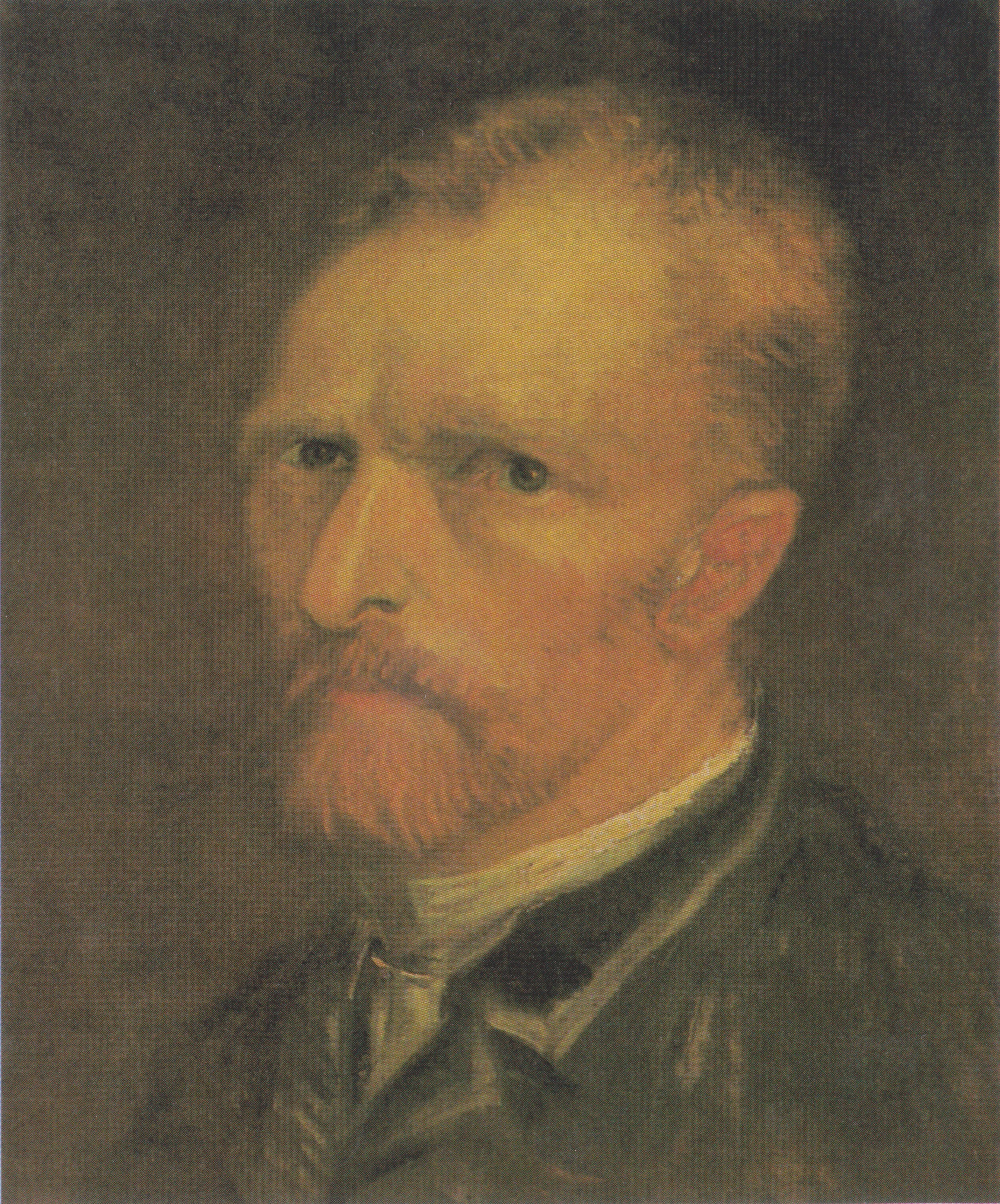
Autoritratto, autunno 1886, Paris Gemeentemuseum Den Haag, L'Aia (F187v)
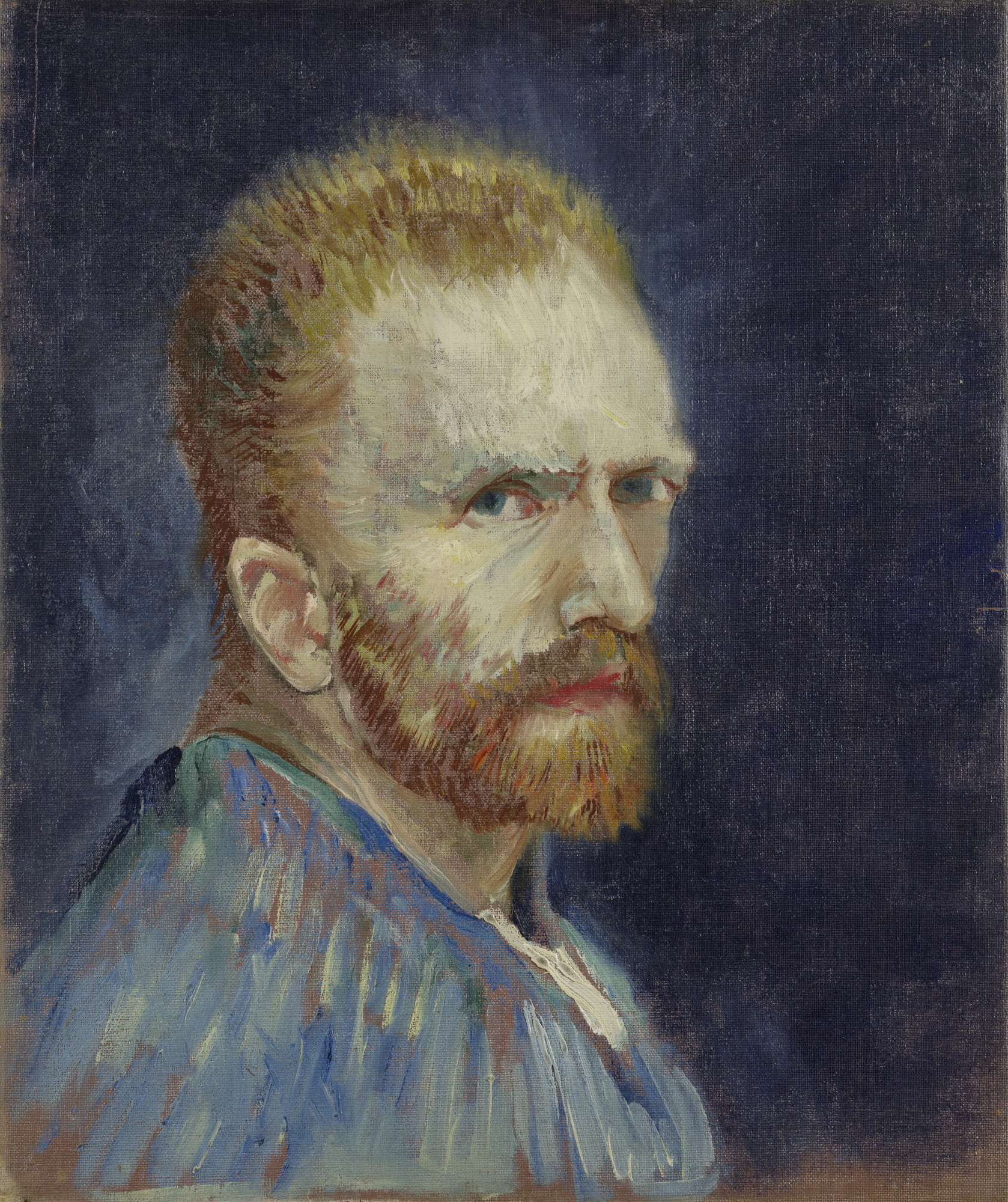
Autoritratto, inverno 1886/87 Wadsworth Atheneum, Hartford (F 268)
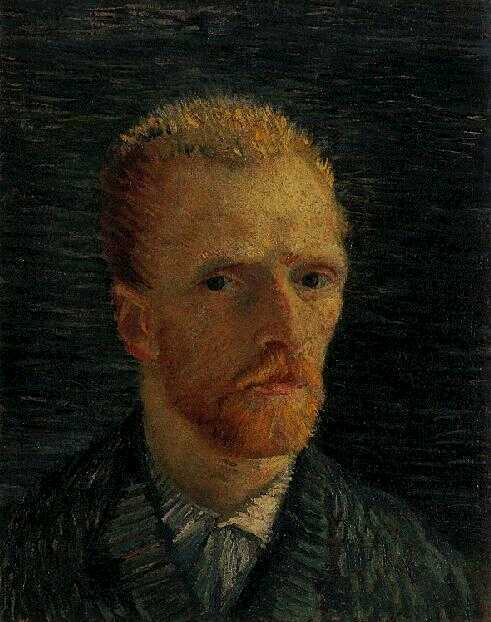
Autoritratto, inverno 1886/87 Van Gogh Museum, Amsterdam (F 269v)
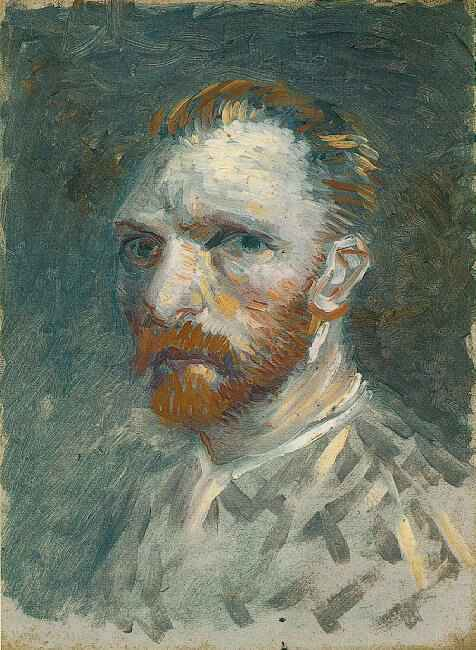
Autoritratto, inverno 1886/87 Van Gogh Museum, Amsterdam (F 267)
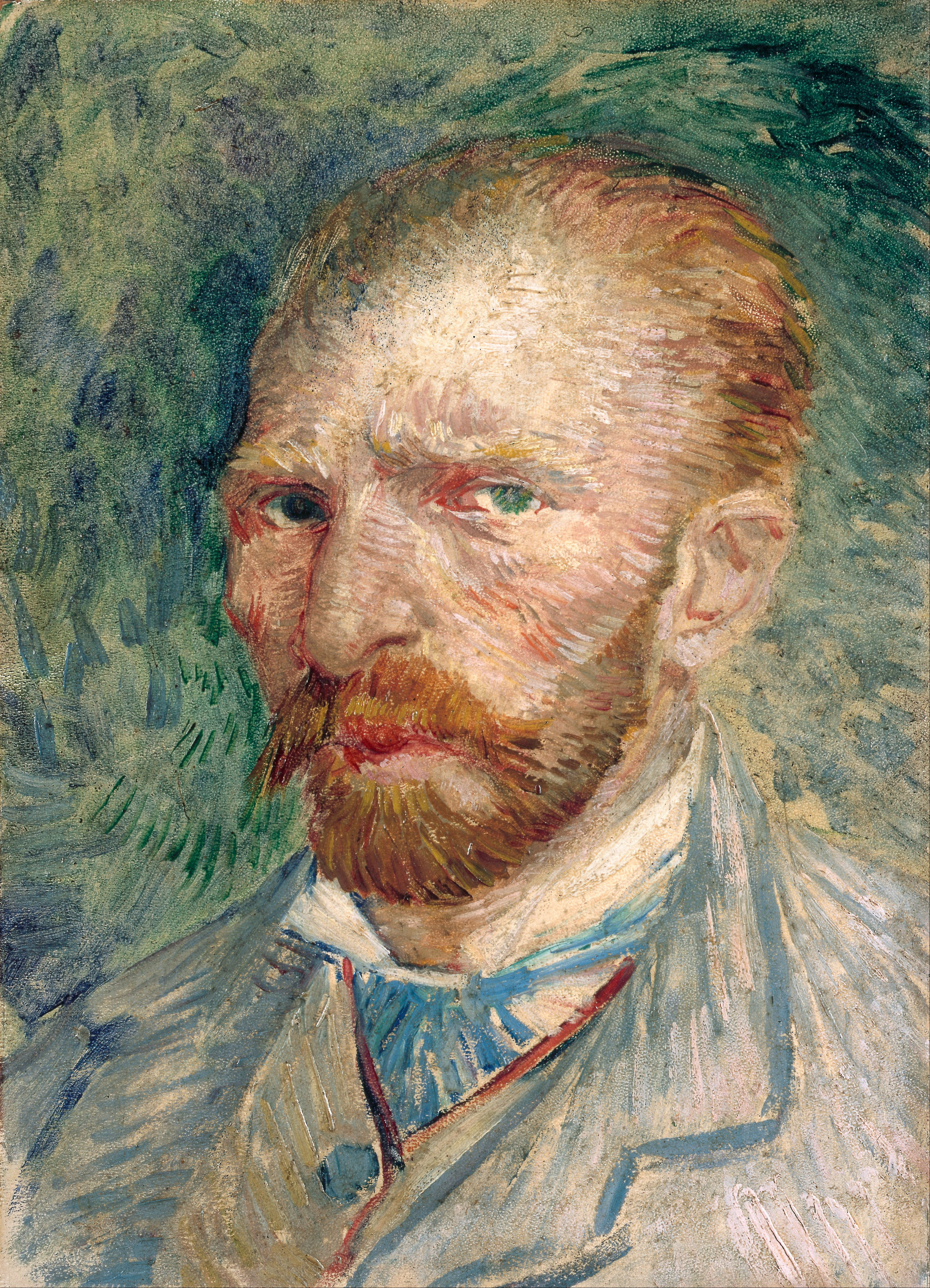
Autoritratto, inverno 1886/87 Museo Kröller-Müller, Otterlo (F 380)
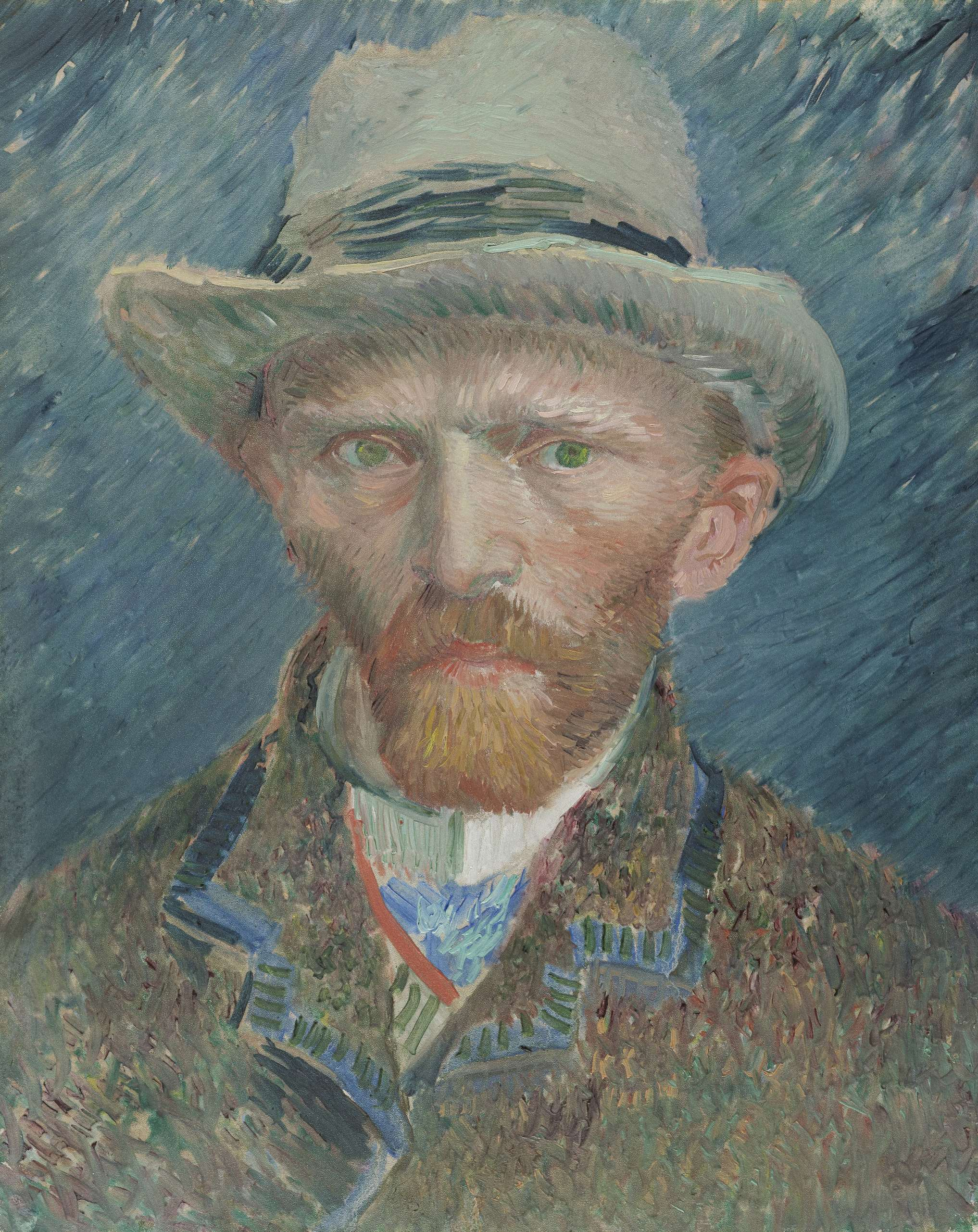
Autoritratto, 1887 olio su cartone, 42 cm x 34 cm Rijksmuseum, Amsterdam (F295)

### Parigi 1887

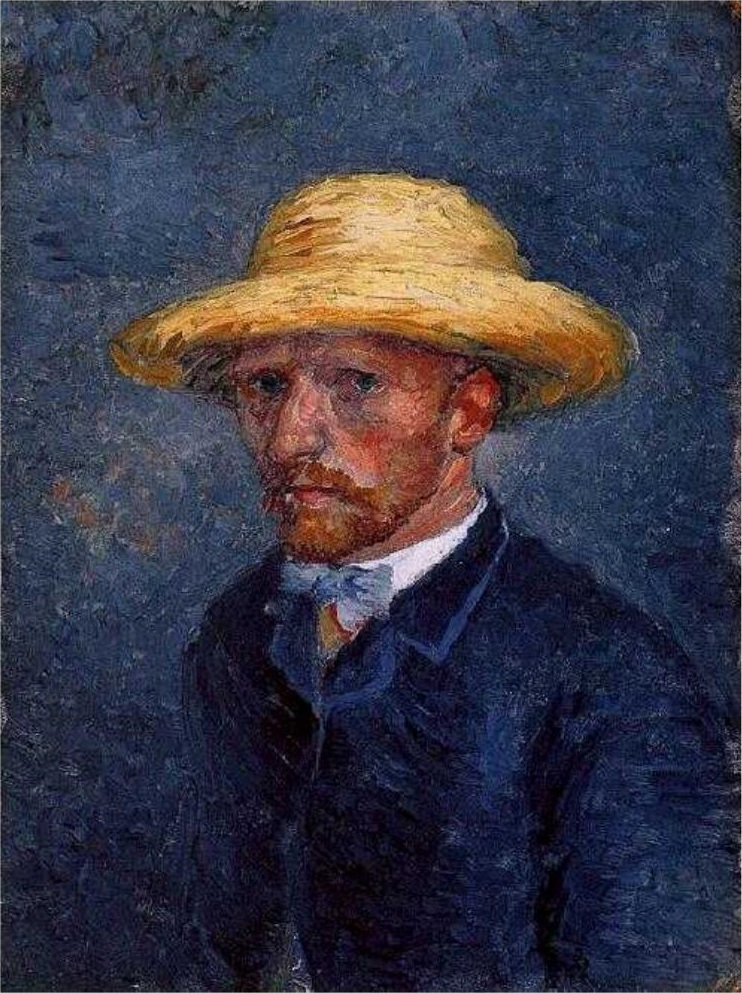
Autoritratto di Vincent Van Gogh.La prova è che i bottoni e le asole della giacca sono specchiati.

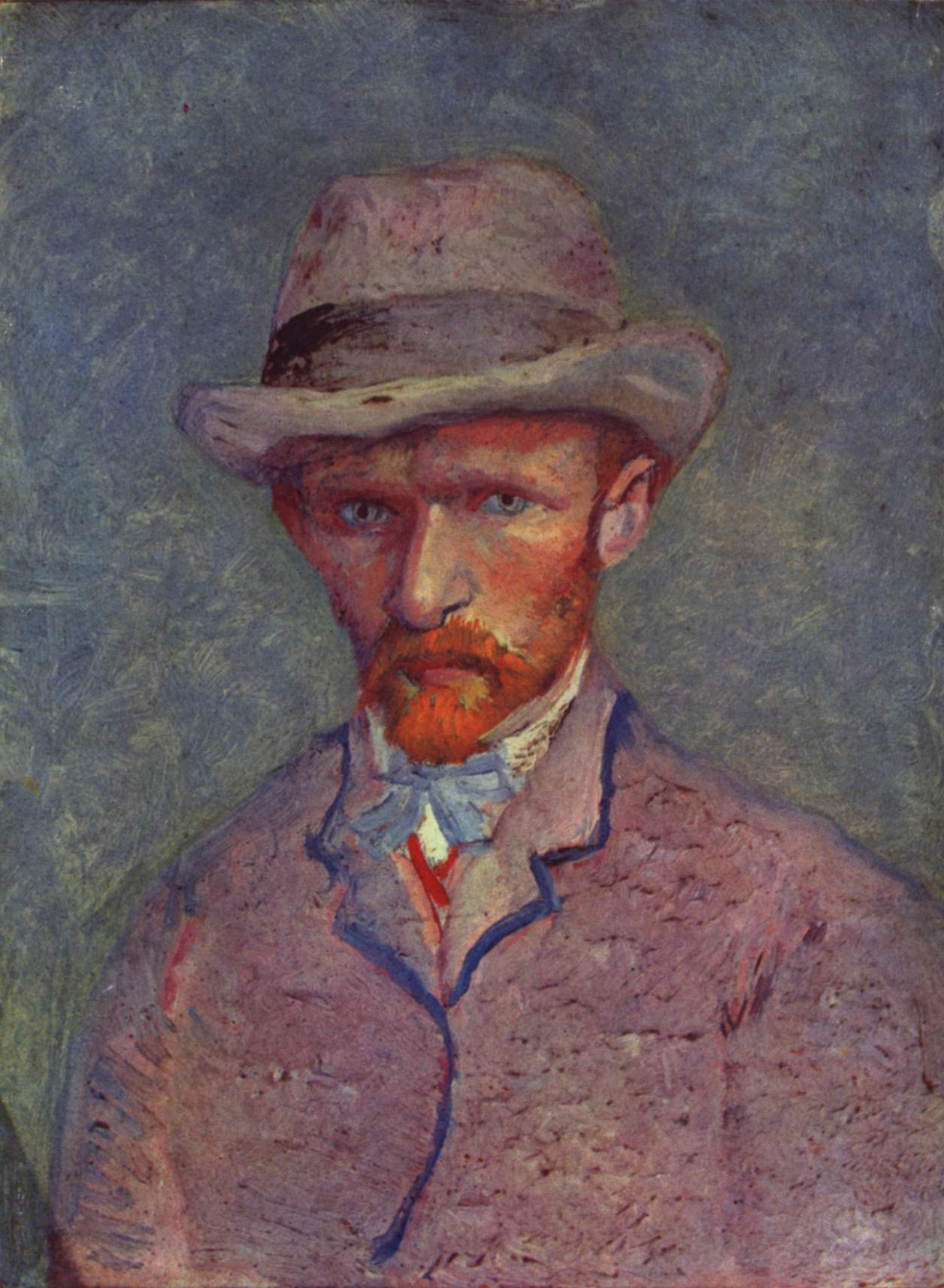
Autoritratto con cappello di feltro grigio, marzo/aprile 1887 olio su cartone, 19 × 14 cm Van Gogh Museum, Amsterdam (F296)
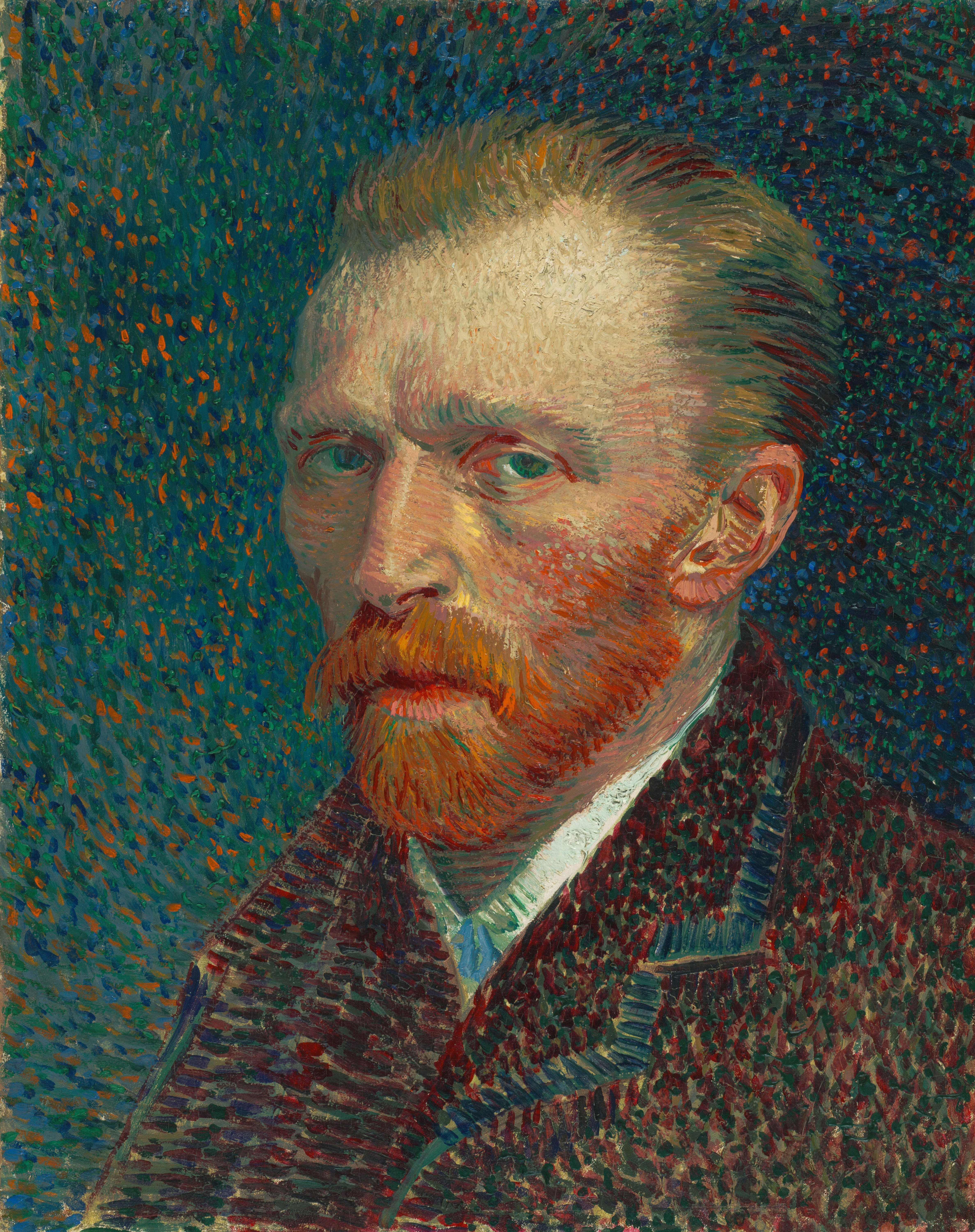
Autoritratto, primavera 1887 olio su cartone, 42 × 33.7 cm Art Institute of Chicago (F 345)
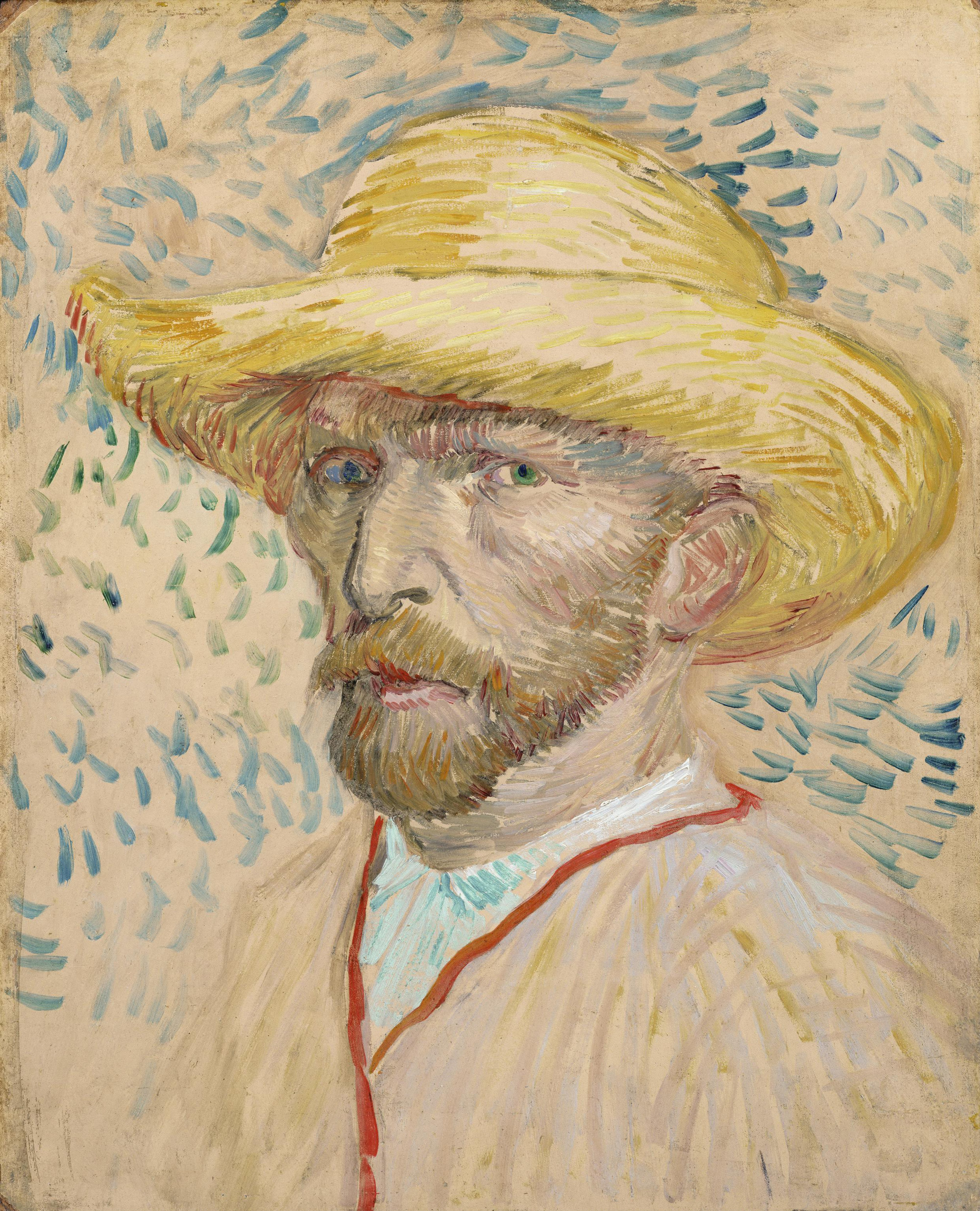
Autoritratto con cappello di paglia, estate 1887 Van Gogh Museum, Amsterdam (F469)
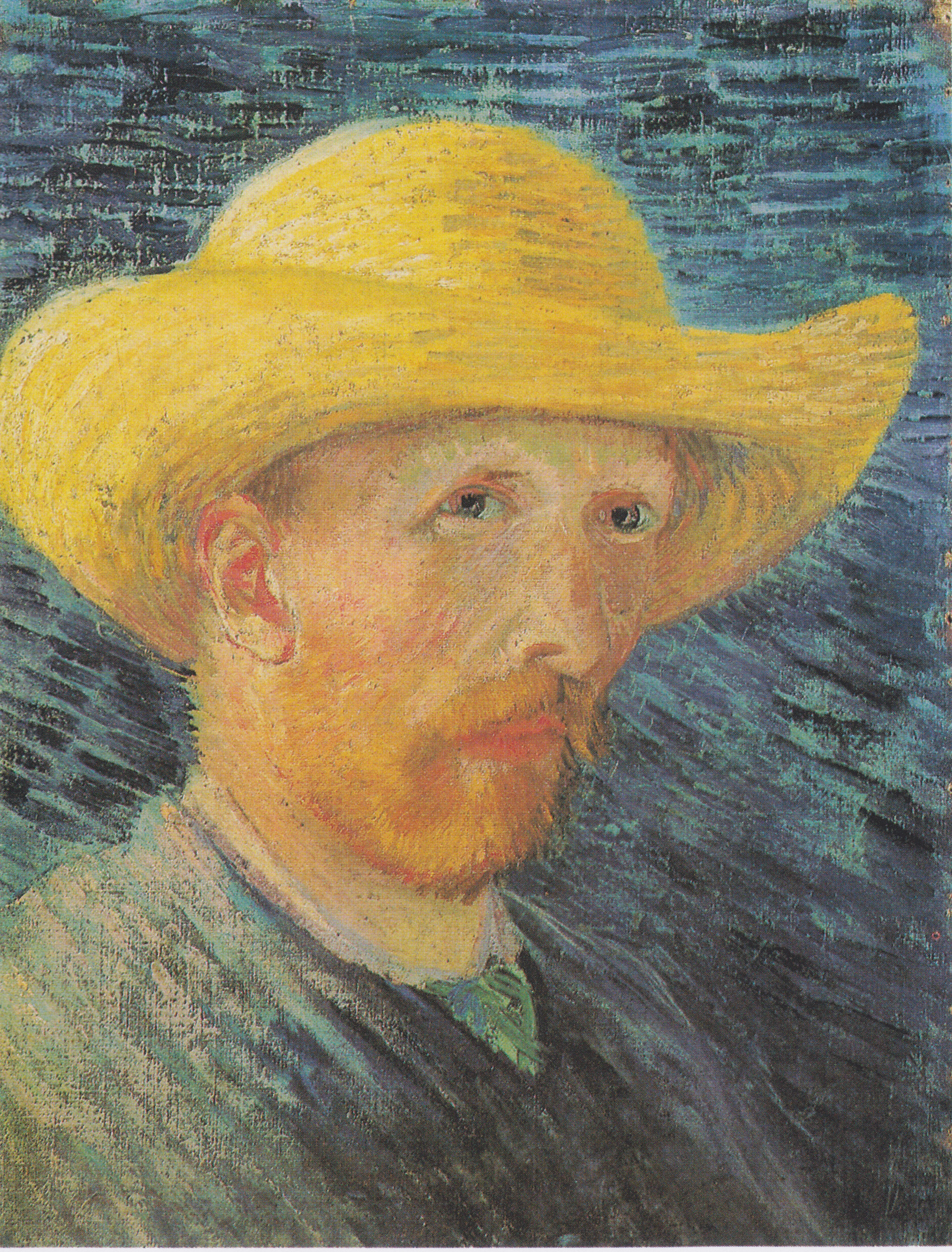
Autoritratto con cappello di paglia (immagine sul retro), 1887 Van Gogh Museum, Amsterdam (F61v)
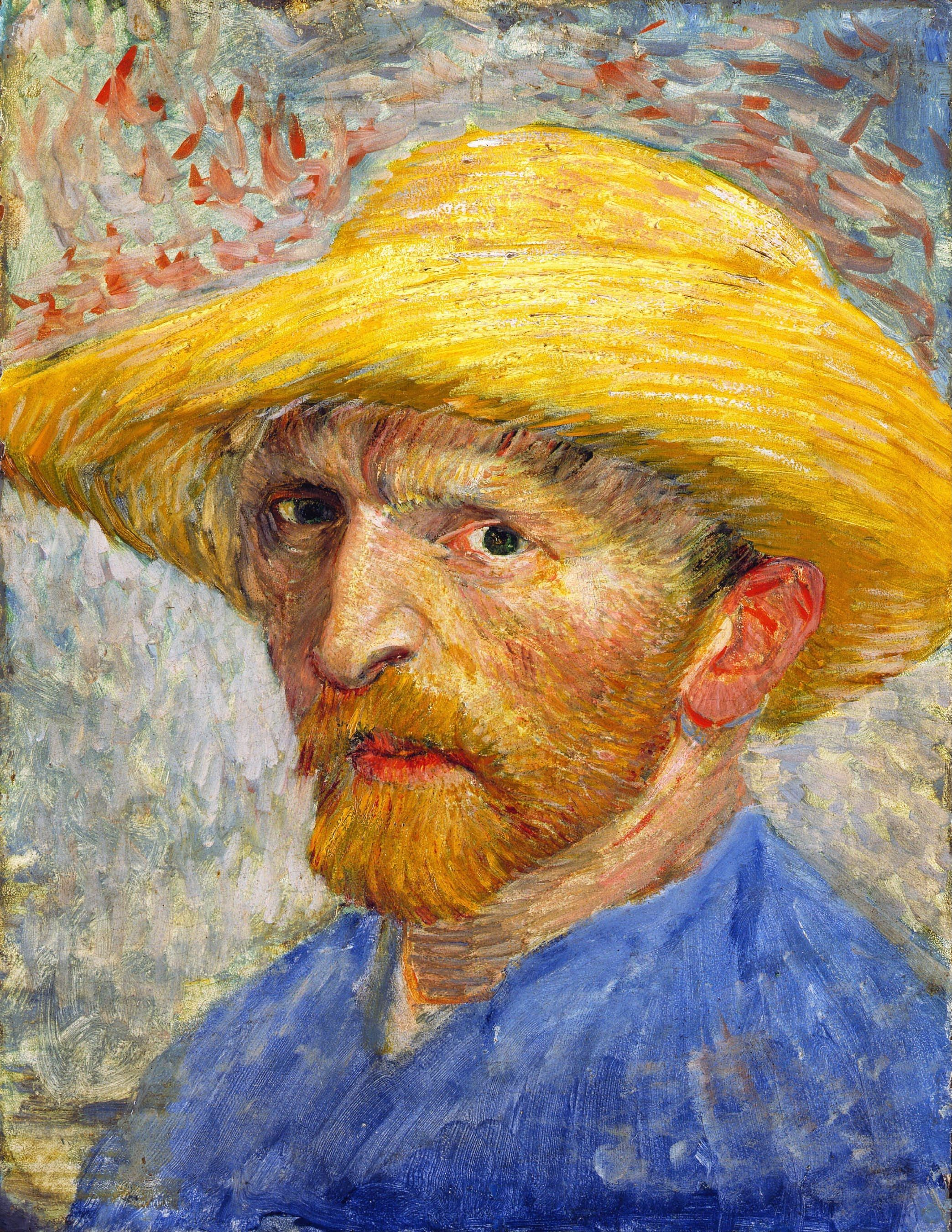
Autoritratto con cappello di paglia, estate 1887 Oil on pasteboard, 24.9 × 26,7 cm Detroit Institute of Arts (F526)
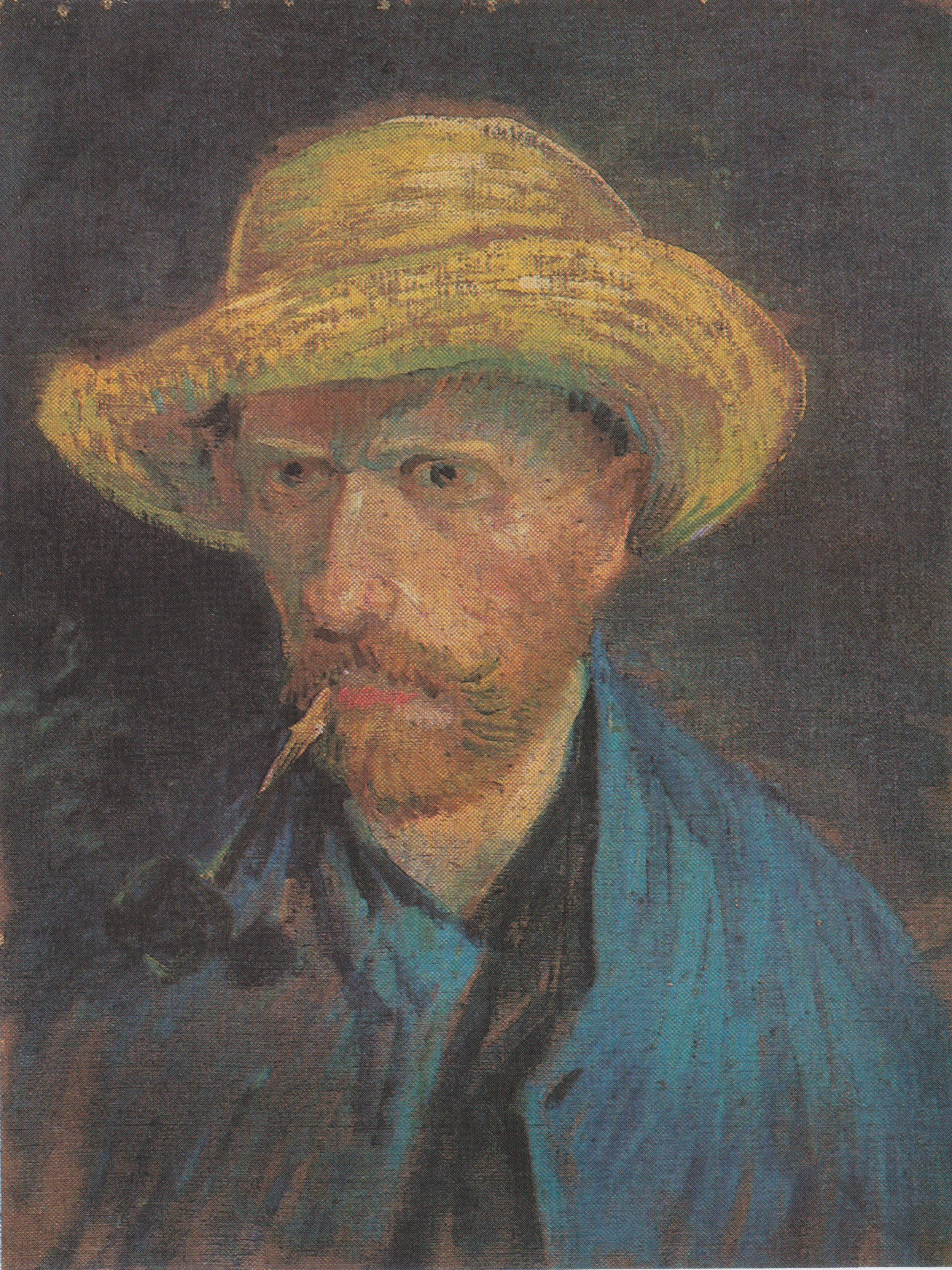
Autoritratto con cappello di paglia e pipa (immagine sul retro), 1887 Van Gogh Museum, Amsterdam (F179v)
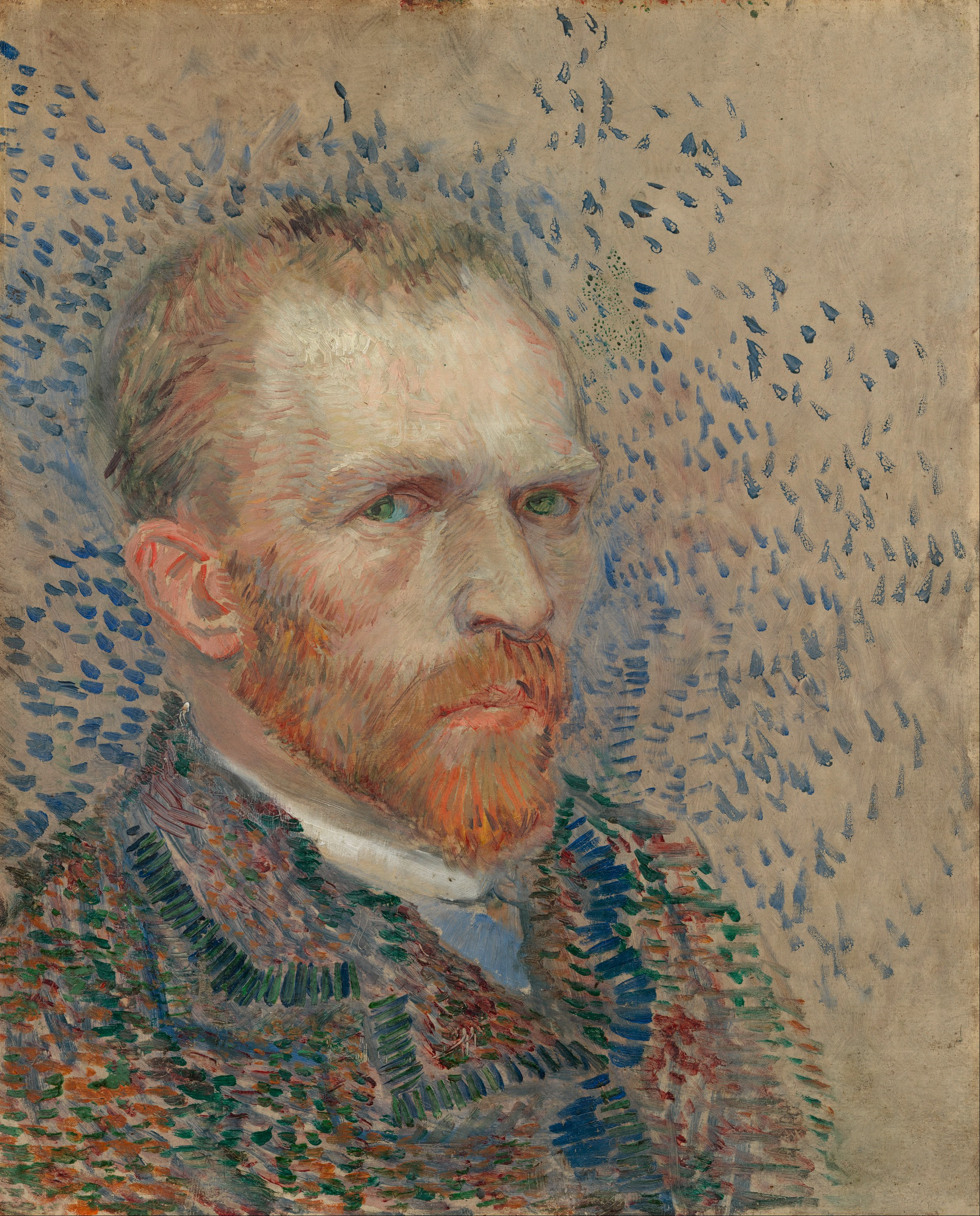
Autoritratto, estate 1887 Van Gogh Museum, Amsterdam (F 356)
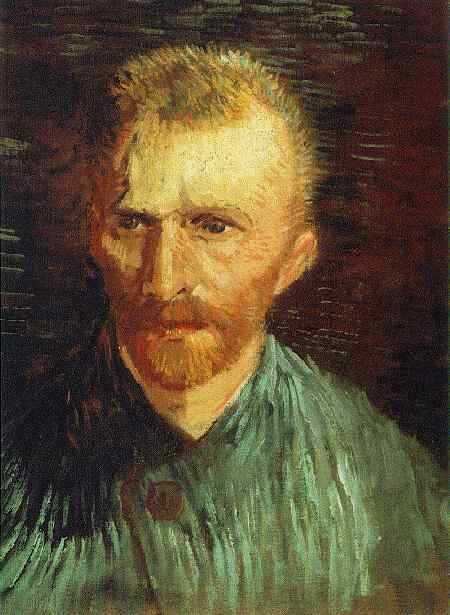
Autoritratto, estate 1887, Parigi Van Gogh Museum, Amsterdam (F77v)
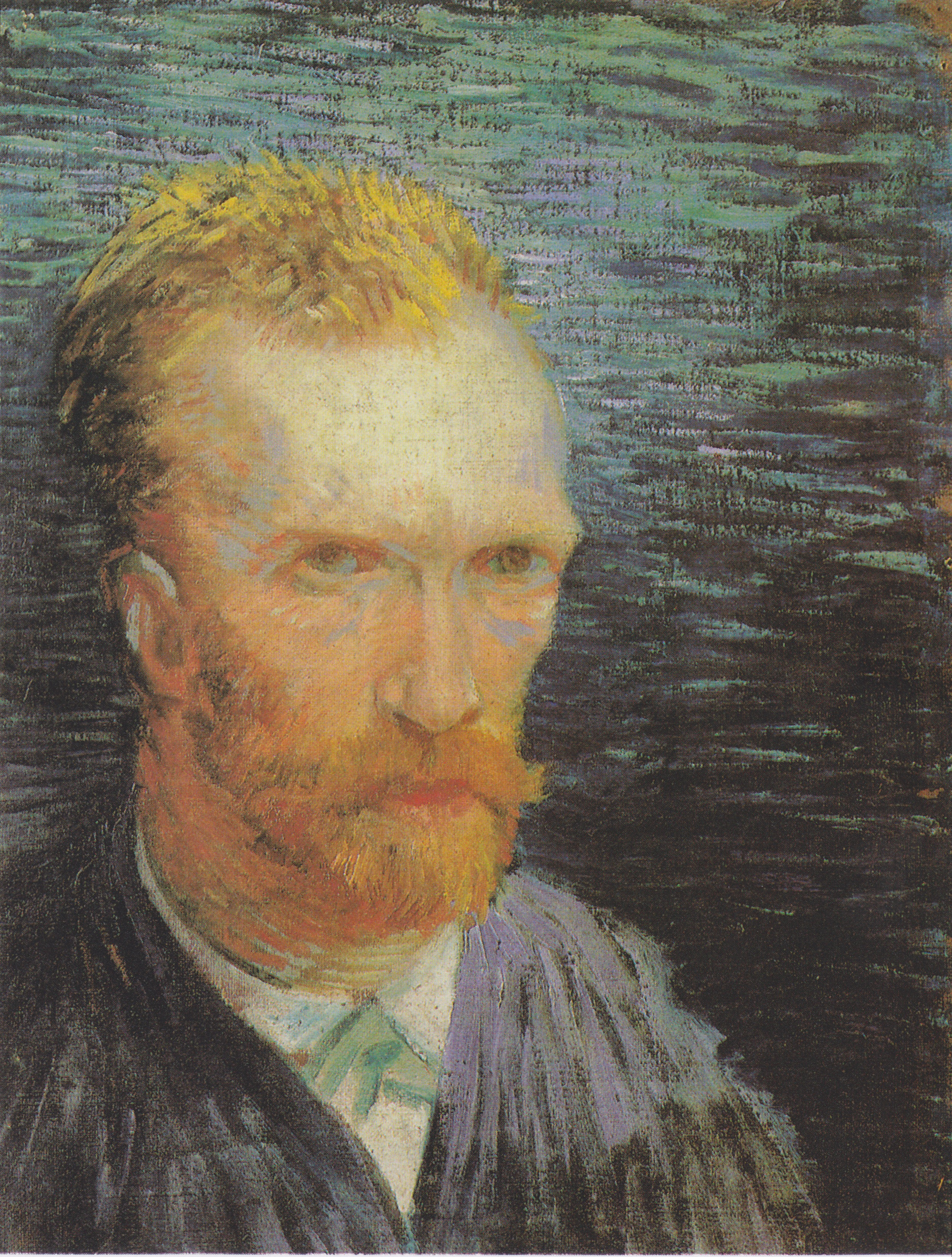
Autoritratto, estate 1887, Parigi Van Gogh Museum, Amsterdam (F109v)
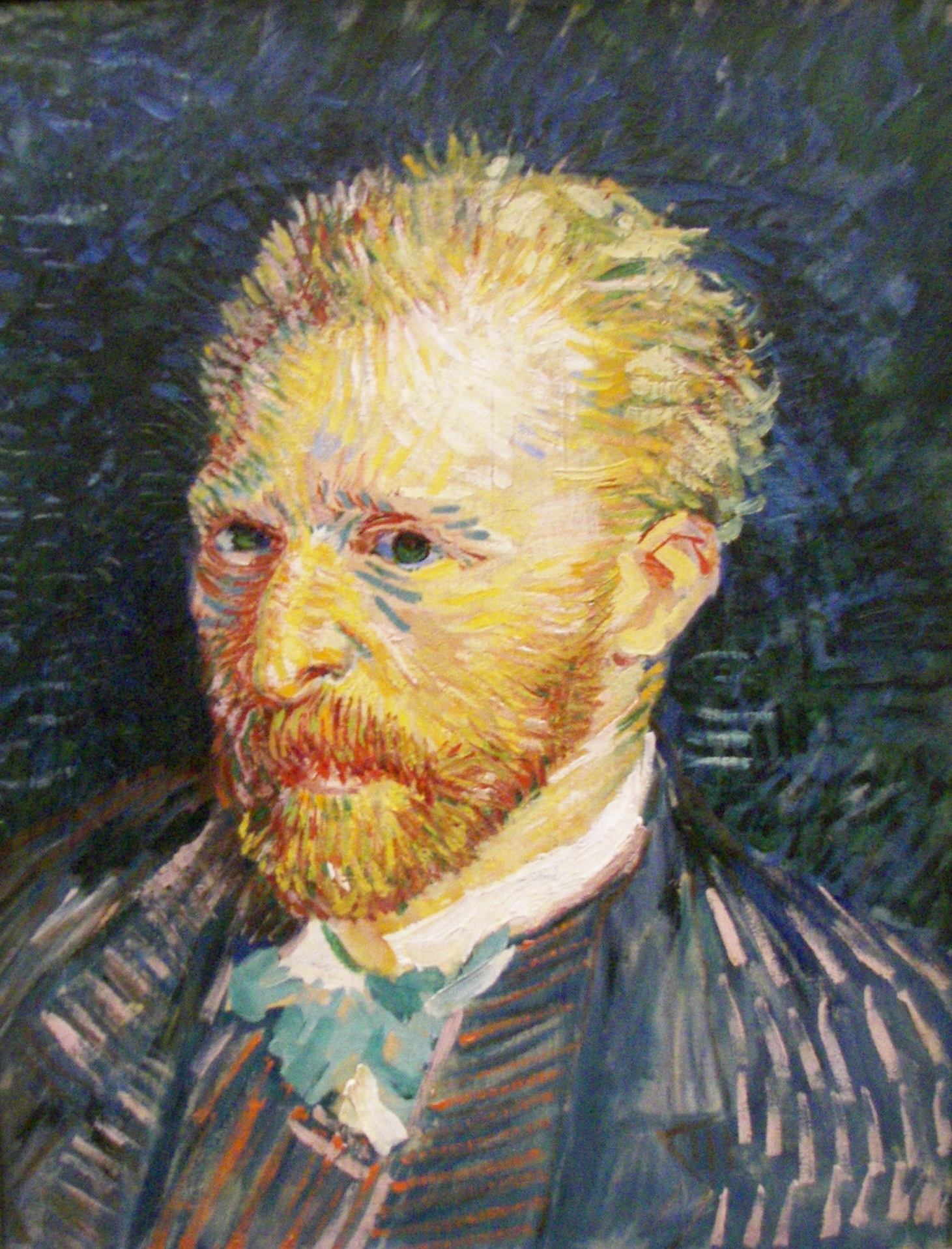
Autoritratto, autunno 1887 olio su tela, 47 × 35 cm Museo d'Orsay, Paris (F320)
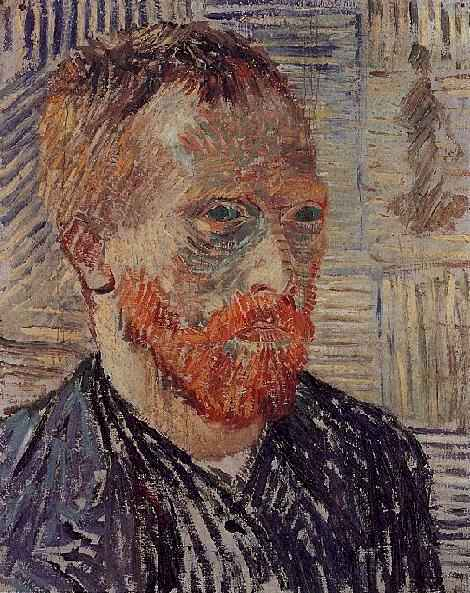
Autoritratto con stampa giapponese, dicembre 1887 Kunstmuseum, Basilea (in prestito dalla Fondazione Emily Dreyfus) (F319)
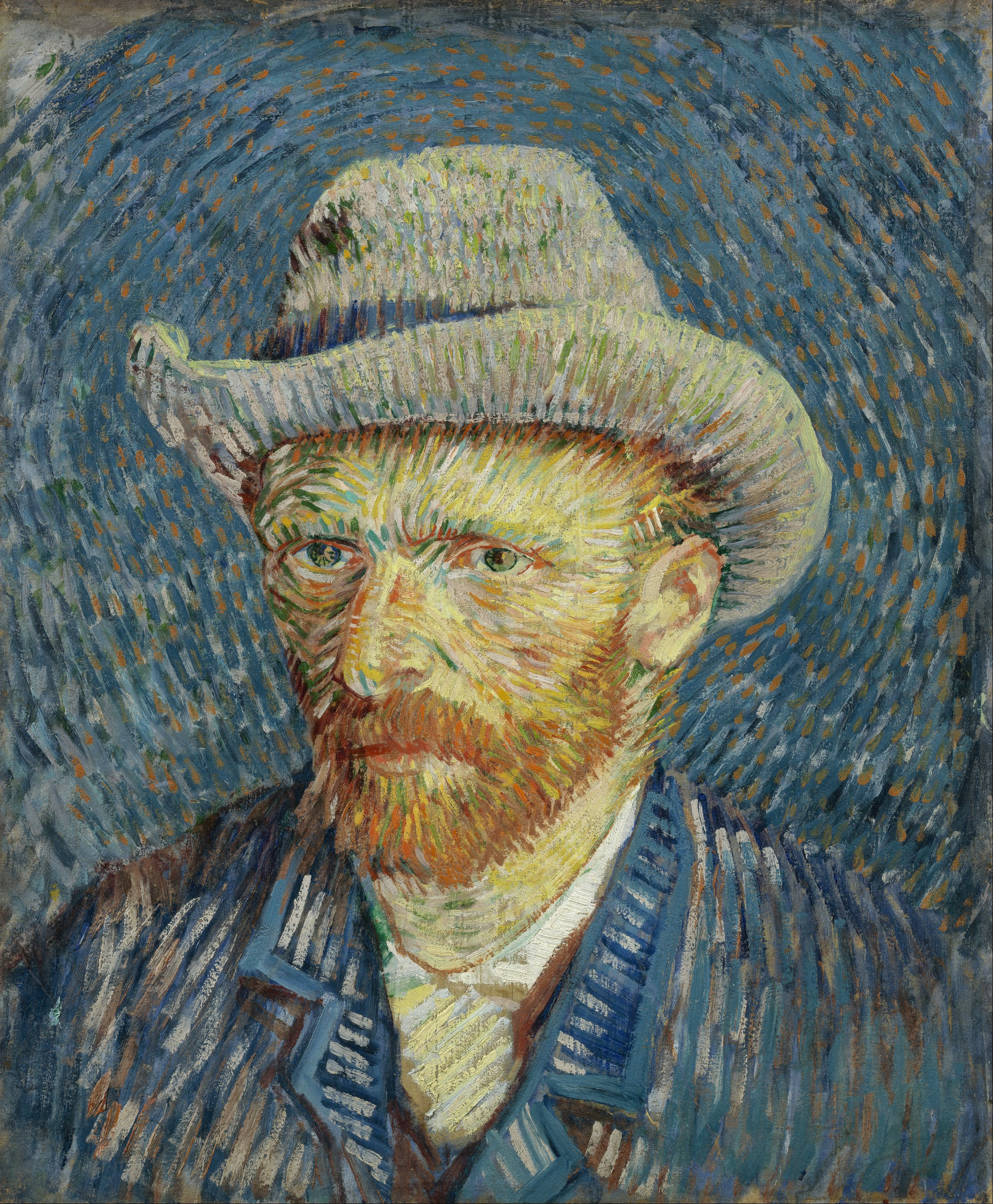
Autoritratto con cappello di feltro grigio, inverno 1887/88 olio su tela, 44 × 37.5 cm Van Gogh Museum, Amsterdam (F344)
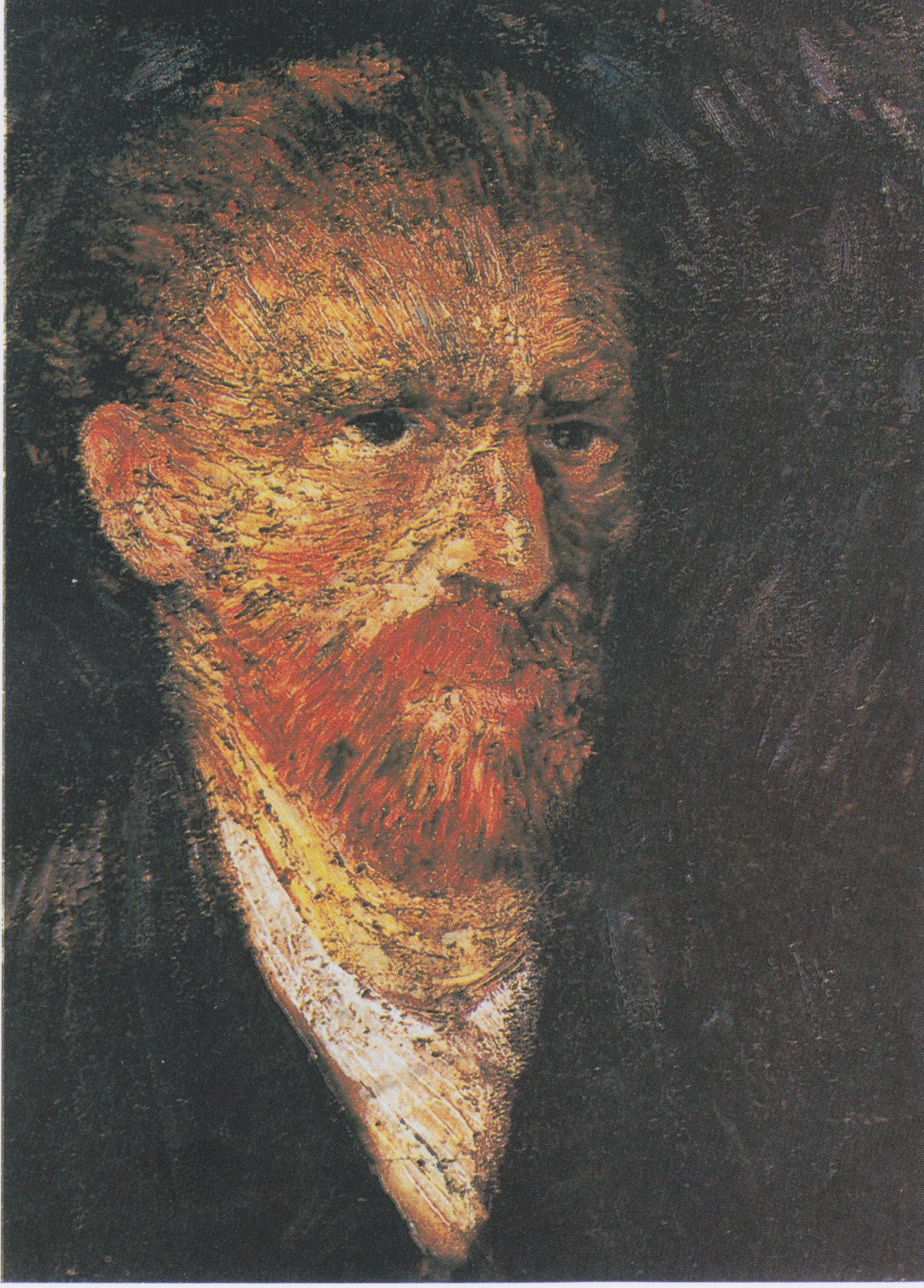
Autoritratto, 1887-1888, (F1672a)
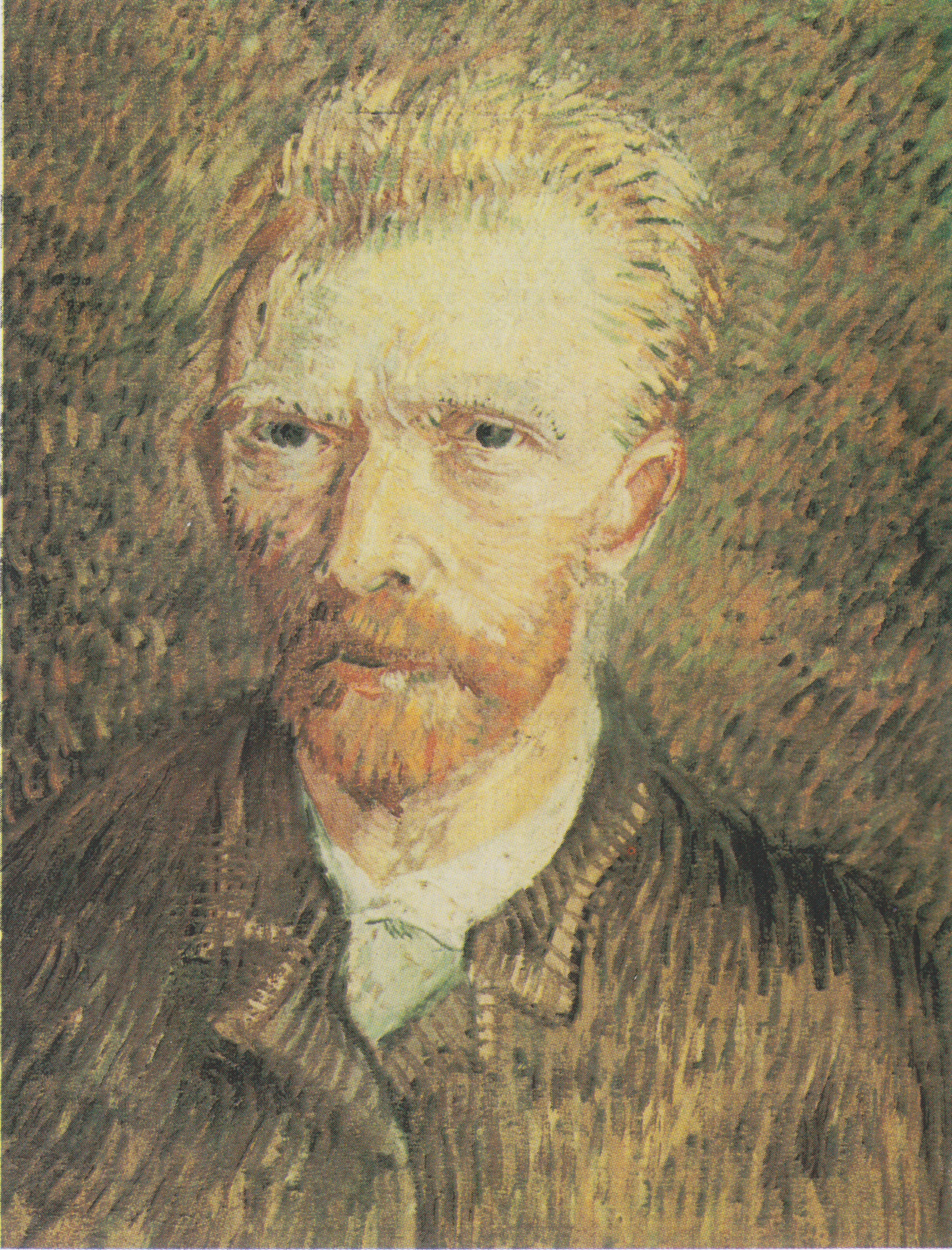
Autoritratto, 1887-1888 Collezione della Fondazione E.G. Bührle, Zurigo (F366)
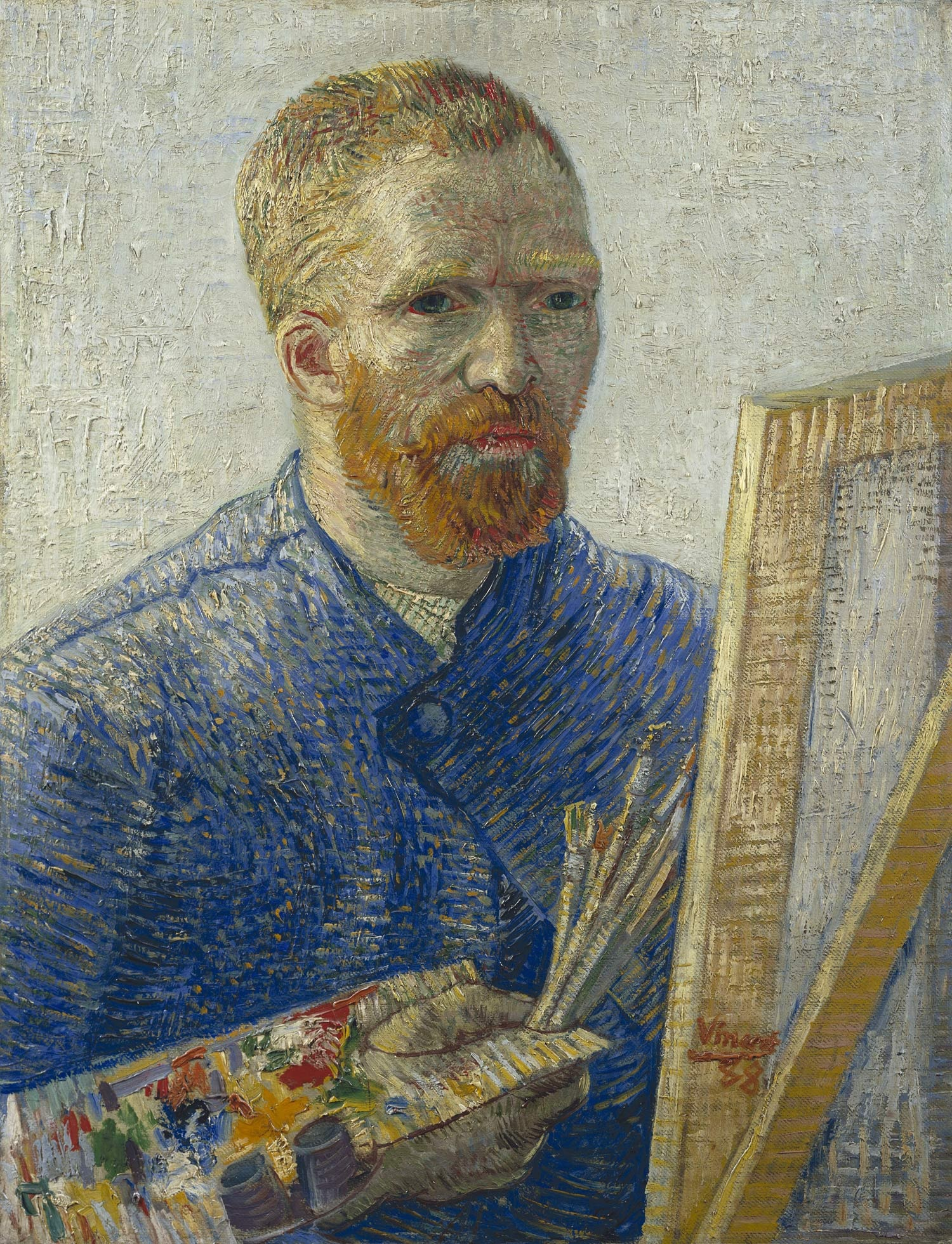
Autoritratto come pittore, dicembre 1887 - febbraio 1888, olio su tela, 65,1 cm × 50 cm Van Gogh Museum, Amsterdam (F522)

### Arles

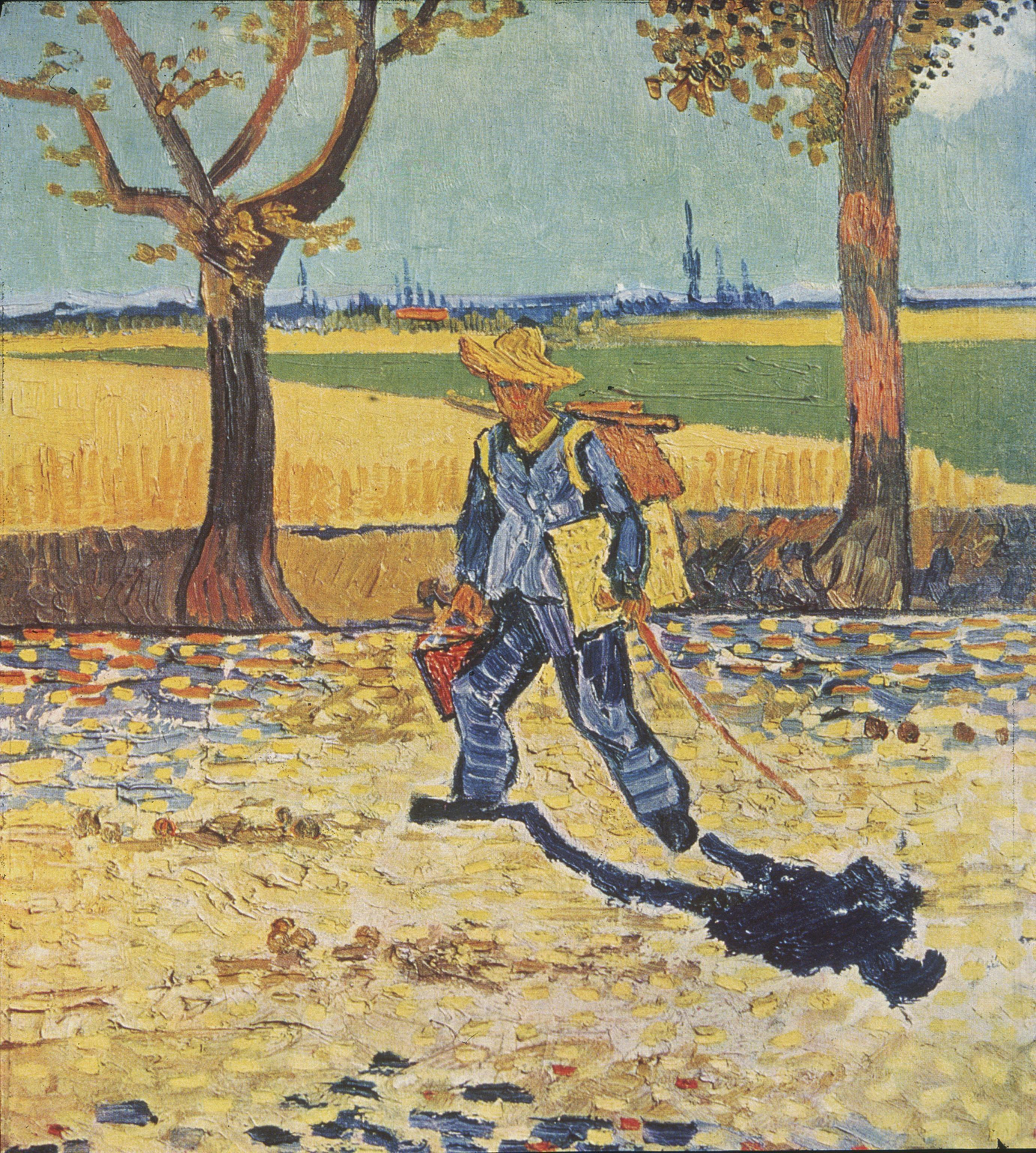
Pittore lungo la strada verso il lavoro: Vincent van Gogh sulla strada di Montmajour
agosto 1888 (F 448)
olio su tela, 48 × 44 cm
un tempo al Kaiser-Friedrich-Museum, Magdeburgo, si pensa sia andato distrutto in un incendio durante la seconda guerra mondiale

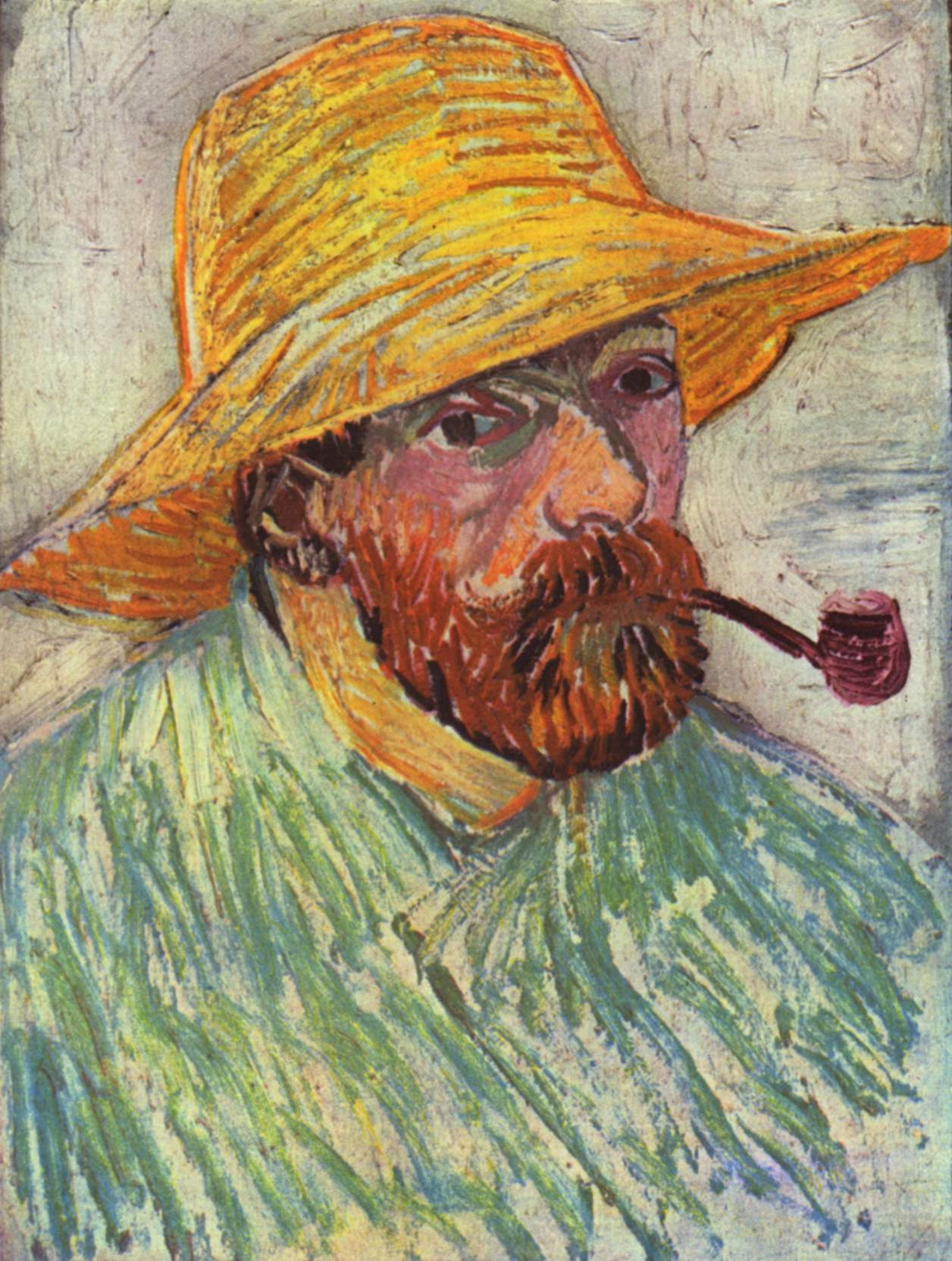
Autoritratto con pipa e cappello di paglia, estate 1888 olio su cartone, 42 × 31 cm Van Gogh Museum, Amsterdam (F524)
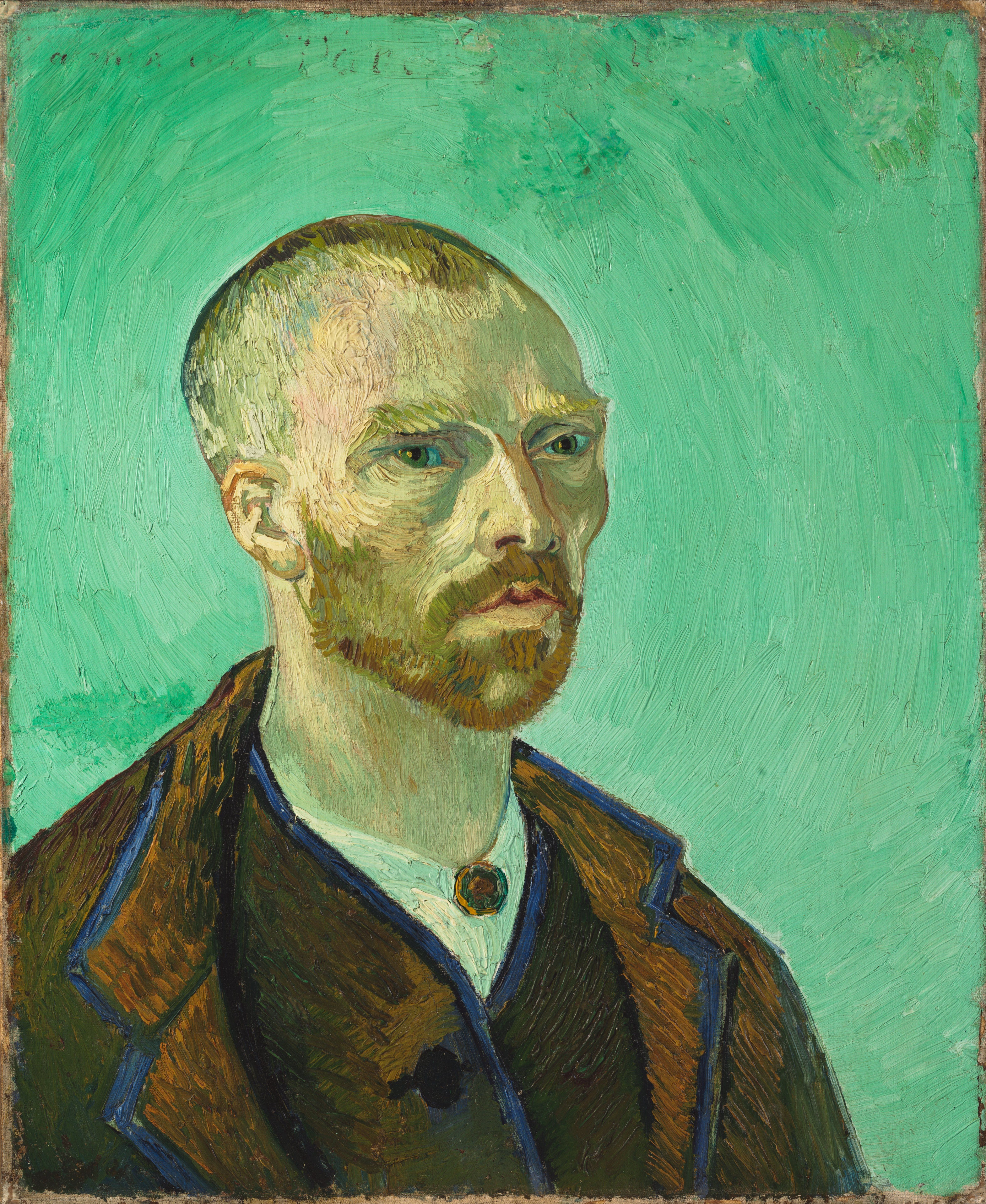
Autoritratto dedicato a Paul Gauguin, settembre 1888 olio su tela, 62 × 52 cm Fogg Art Museum, Cambridge, MA (F476 - vedi Provenienze sotto)
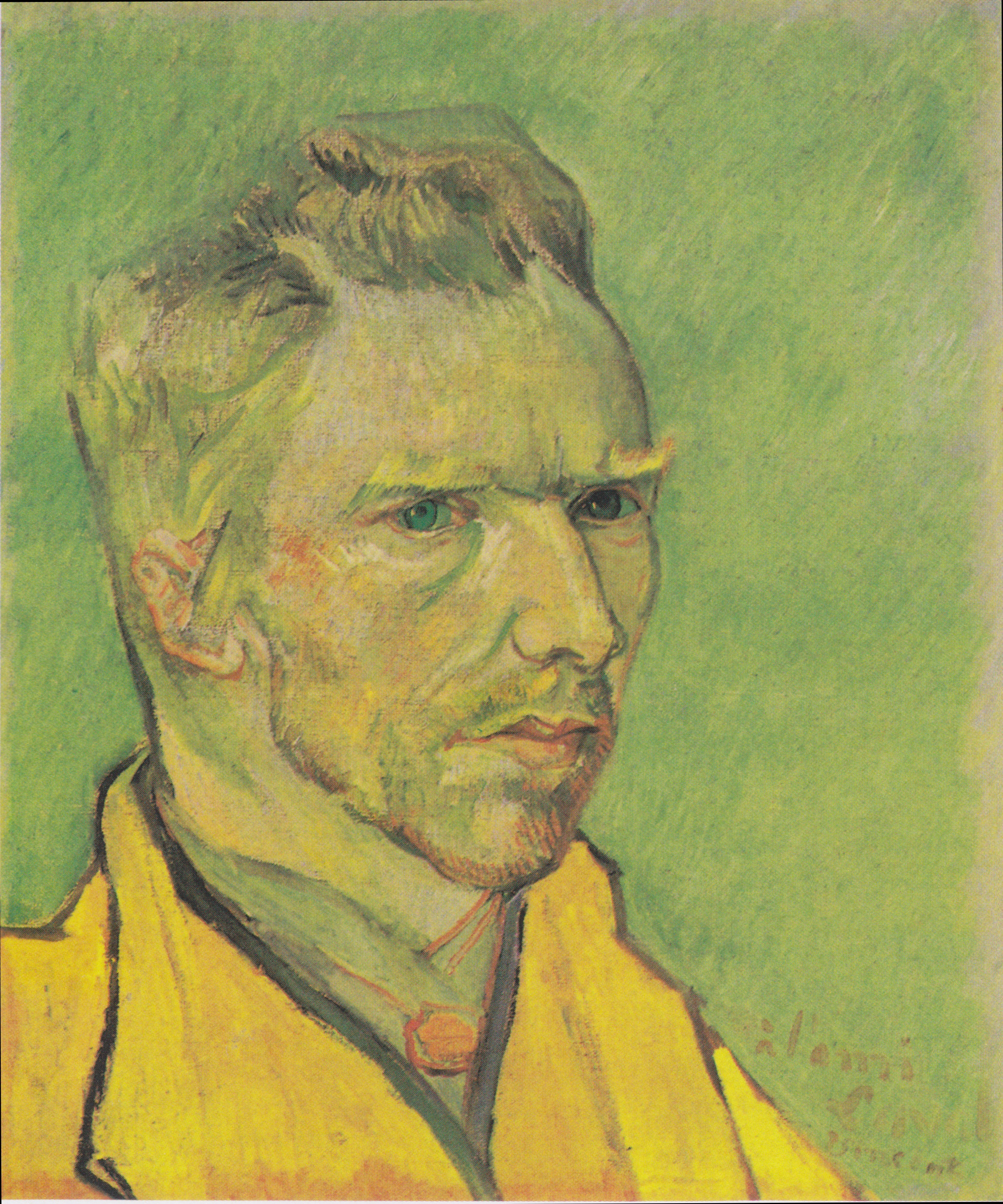
Autoritratto, Arles, novembre/dicembre 1888 Collezione privata (F501)
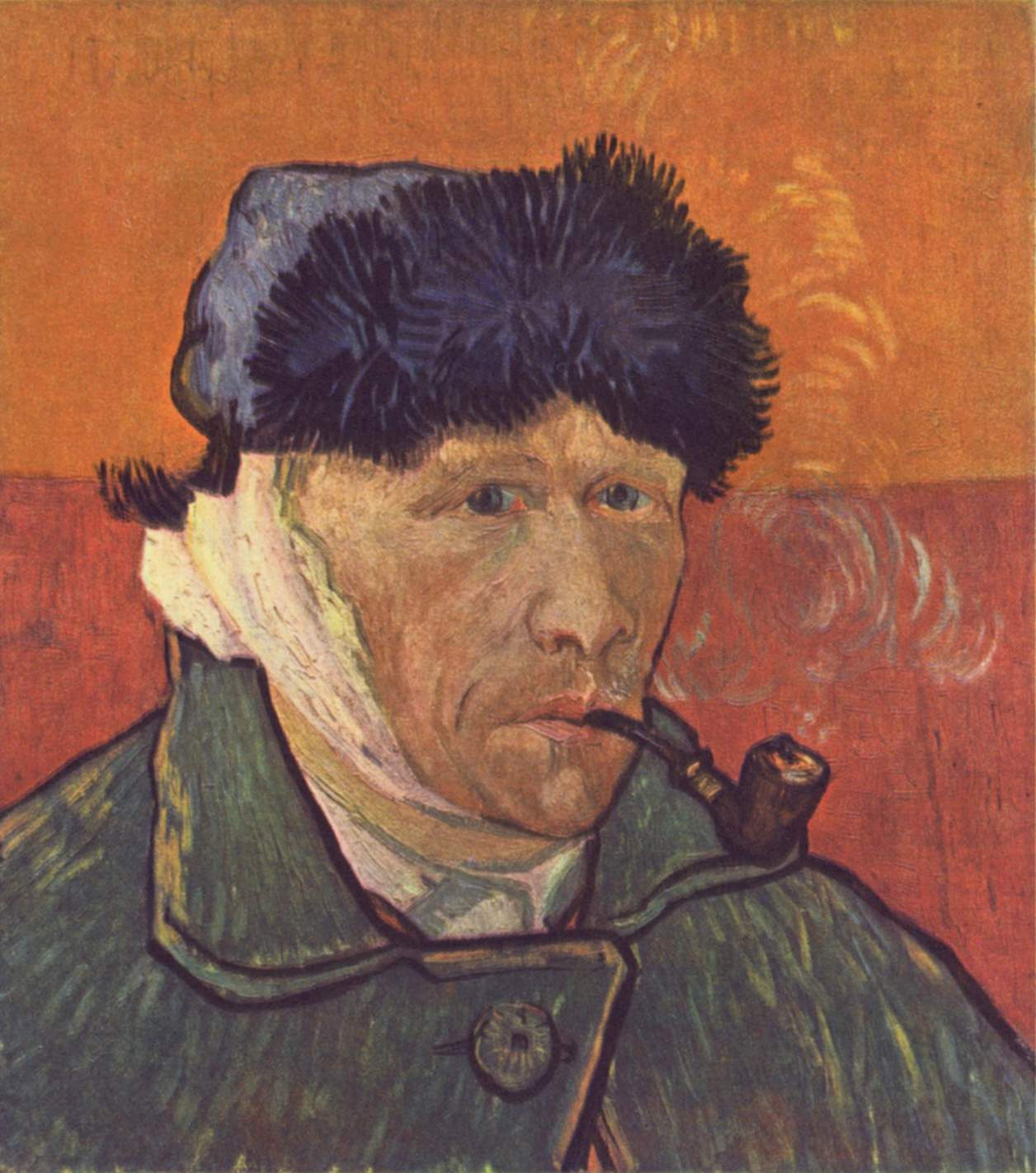
Autoritratto con orecchio bendato, gennaio 1889 olio su tela, 51 × 45 cm Collezione privata (F529)

### Saint-Rémy
Tutti gli autoritratti eseguiti a Saint-Rémy mostrano la testa dell'artista da sinistra, che allo specchio vuol dire destra, cioè il lato dell'orecchio non mutilato.

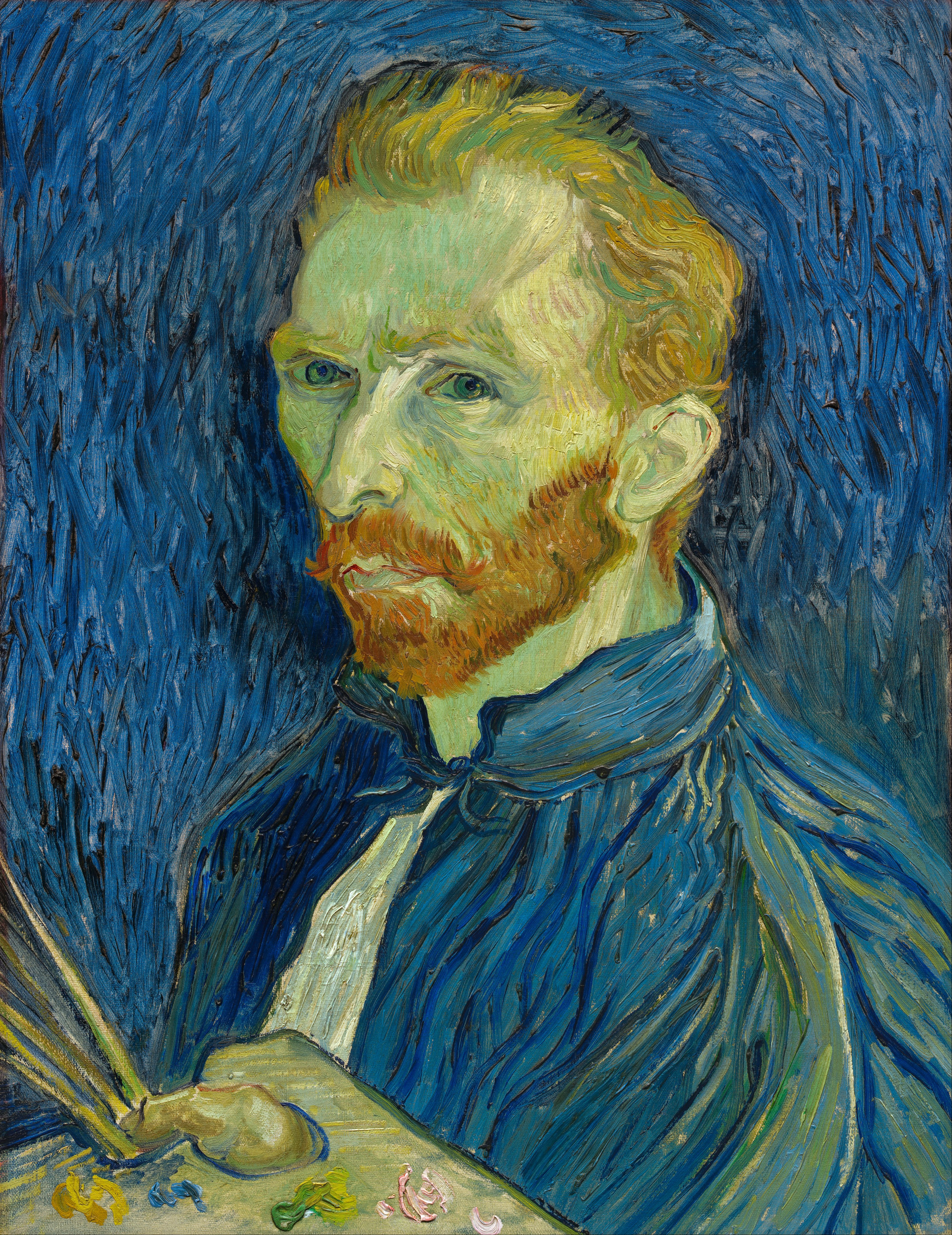
Ritratto di Vincent van Gogh da sinistra (orecchio buono) con pennelli. Indossa un abito blu ed ha capelli e barba gialli. lo sfondo è di color viola. Autoritratto, agosto 1889 olio su tela, 57 × 43,5 cm National Gallery of Art, Washington (F626, JH1770)
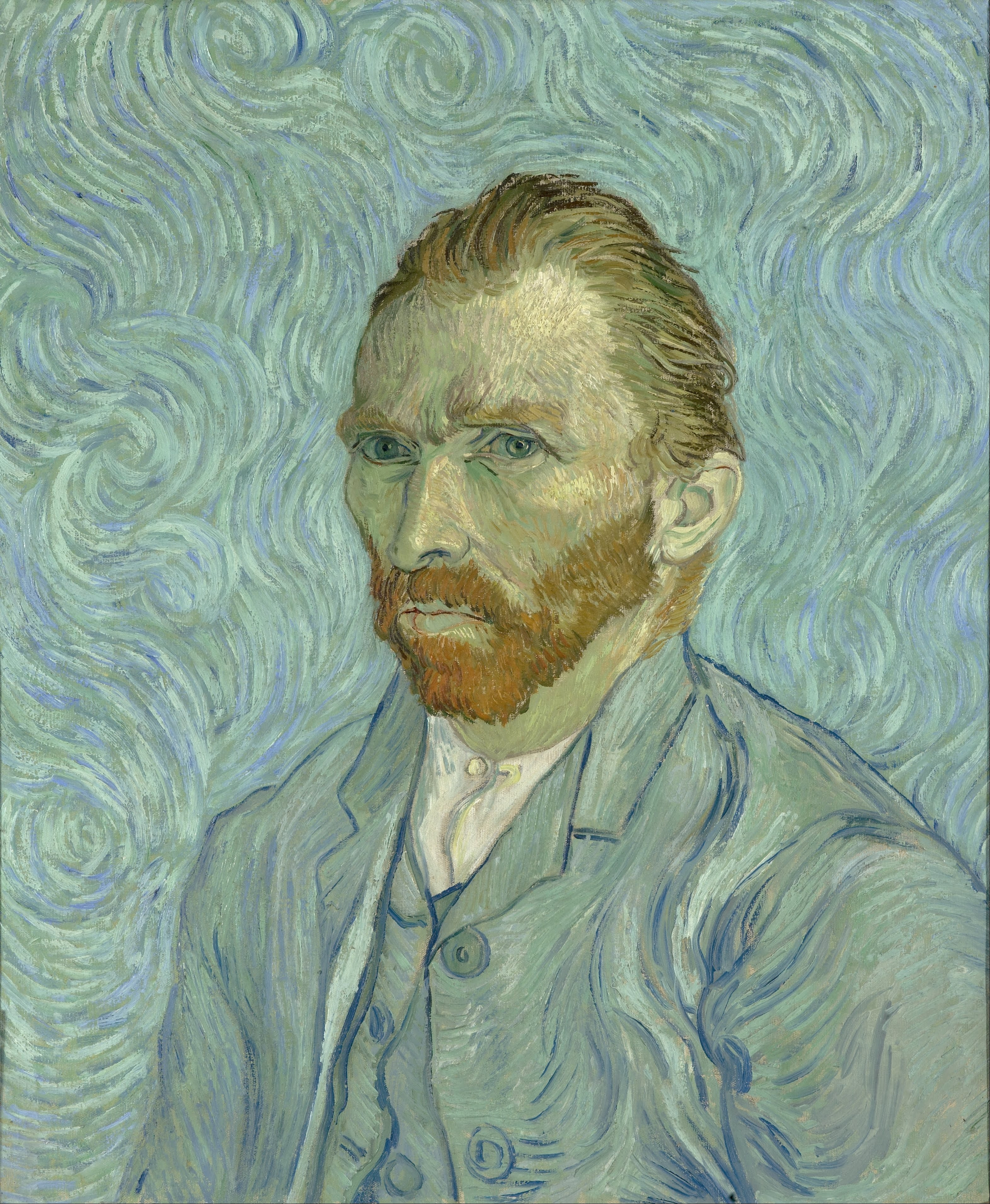
Autoritratto, settembre 1889 olio su tela, 65 × 54 cm Museo d'Orsay, Parigi. Questo potrebbe essere l'ultimo autoritratto di van Gogh.[6] (F627 - vedi Osservazioni sotto)
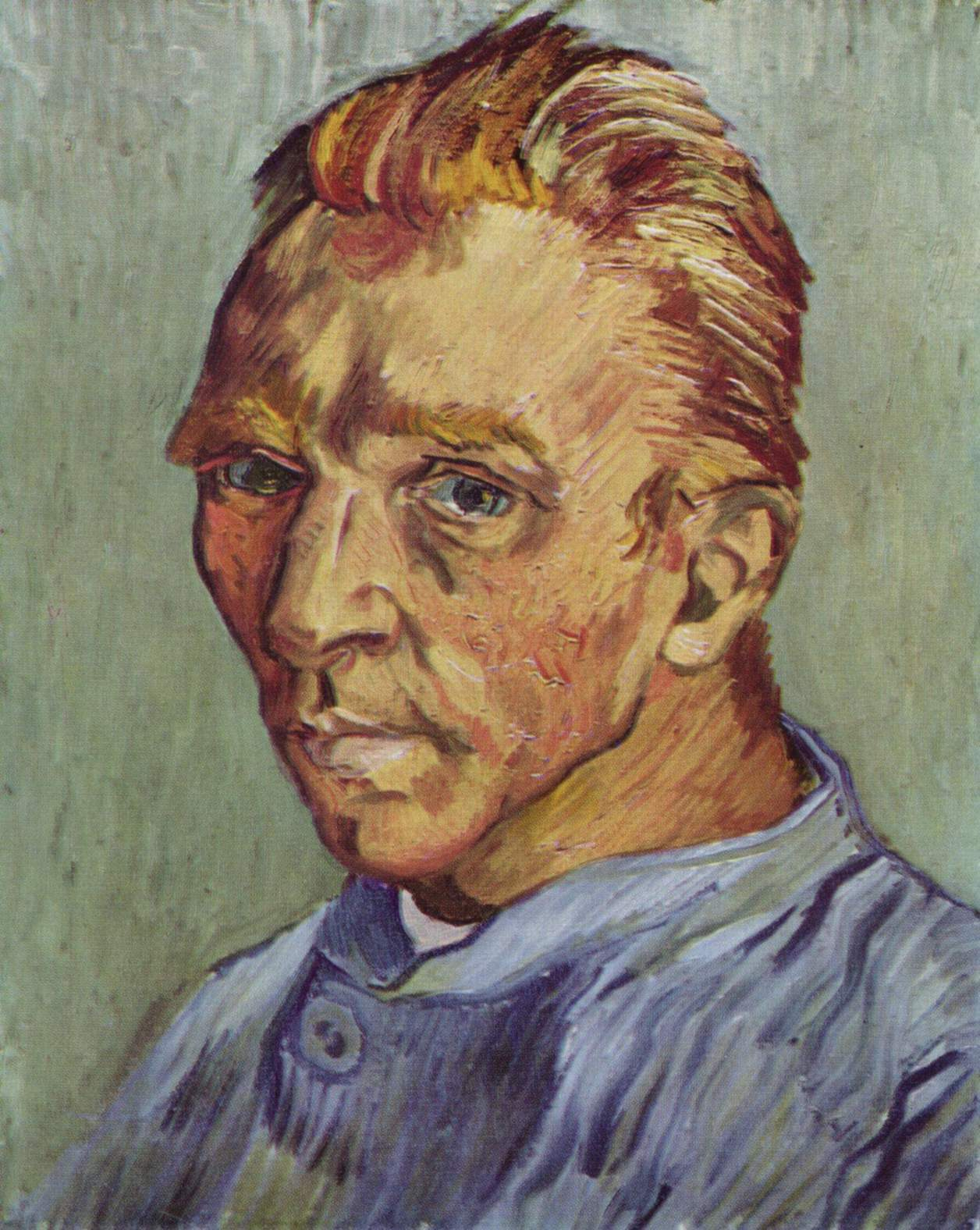
Autoritratto senza barba, fine settembre 1889 olio su tela, 40 × 31 cm Collezione privata. Altro autoritratto considerato l'ultimo realizzato dal pittore. (F525 - vedi Osservazioni sotto).

### Auvers-sur-Oise
Nessun autoritratto venne eseguito da van Gogh ad Auvers-sur-Oise, durante le ultime settimane della sua vita.

## Osservazioni
- F208a: Autoritratto con cappello di feltro scuro è tra i primi autoritratti di Vincent. Fu scoperto tardi nella collezione di famiglia e non venne esposto prima del 1945. Le opinioni divergono sulla data e il luogo della sua esecuzione. De la Faille pensò che fosse stato dipinto ad Anversa prima del 1886, mentre Hulsker ritenne che lo avesse dipinto a Parigi nella primavera del 1886. Hendriks e Tilborgh optarono per l'autunno del 1886, in base alla somiglianza con l'opera di Vincent dell'inverno, quando iniziò ad abbracciare il neoimpressionismo. L'analisi ai raggi X rivela uno studio nudo sottostante. Dal momento che gli studenti non dipingevano da modello nudo ad Anversa, questo pone il dipinto come eseguito a Parigi, dove Vincent frequentava lo studio di Fernand Cormon. Non c'è altro lavoro di Vincent che integri questo ritratto, cosa che ha portato alcuni autori, come Dorn, a mettere in discussione la sua autenticità.[7] Tuttavia Hendriks e Tilborgh sono soddisfatti che il quadro è coerente con gli altri eseguiti all'inizio e alla fine del primo anno di Vincent a Parigi.[8] Marc Edo Tralbaut, principale biografo di Vincent, in particolare valorizzò il ritratto, selezionandolo per la sovracopertina della sua biografia affermando che Vincent aveva messo a nudo se stesso nel ritratto.[9] Tralbaut osserva che Vincent dipinse una serie di autoritratti in quel periodo, forse a causa della sua difficoltà nell'ottenere modelli che posassero per lui. Era in cattive condizioni di salute e i denti gli cadevano, spingendolo a farsi crescere i baffi per nascondere il problema. In questo periodo indossava abbigliamento da città nel tentativo di sottolineare la sua origine borghese mentre cercava di creare una carriera convenzionale come artista.
- F627: Questo dipinto potrebbe essere stato l'ultimo autoritratto di Van Gogh, donato a suo fratello.[6]
- F525: Anche questo dipinto potrebbe essere stato ultimo autoritratto di Van Gogh, donato a sua madre come regalo di compleanno.[1][10] Van Gogh dipinse Autoritratto senza barba dopo essersi tagliato la barba (Hulsker pensa sia stato dipinto ad Arles in seguito al suo ricovero in ospedale dopo la mutilazione all'orecchio, quando venne anche rasato, come si può vedere nell'"orecchio bendato" ritratti F527 e F529). Il dipinto può essere visto anche nella (più piccola) versione di La camera di Vincent ad Arles esposto al Museo d'Orsay. L'autoritratto è uno dei più preziosi dipinti di tutti i tempi, venduto per $ 71,5 milioni nel 1998 a New York. All'epoca, fu il terzo (o quarto secondo l'inflazione) dipinto più pagato.

## Scandali
Nella Germania nazista i dipinti di Vincent van Gogh erano considerati "arte degenerata". Le sue opere vennero rubate e distrutte dalle autorità tedesche, tra cui l'autoritratto dedicato a Paul Gauguin, settembre 1888.

## Falsi

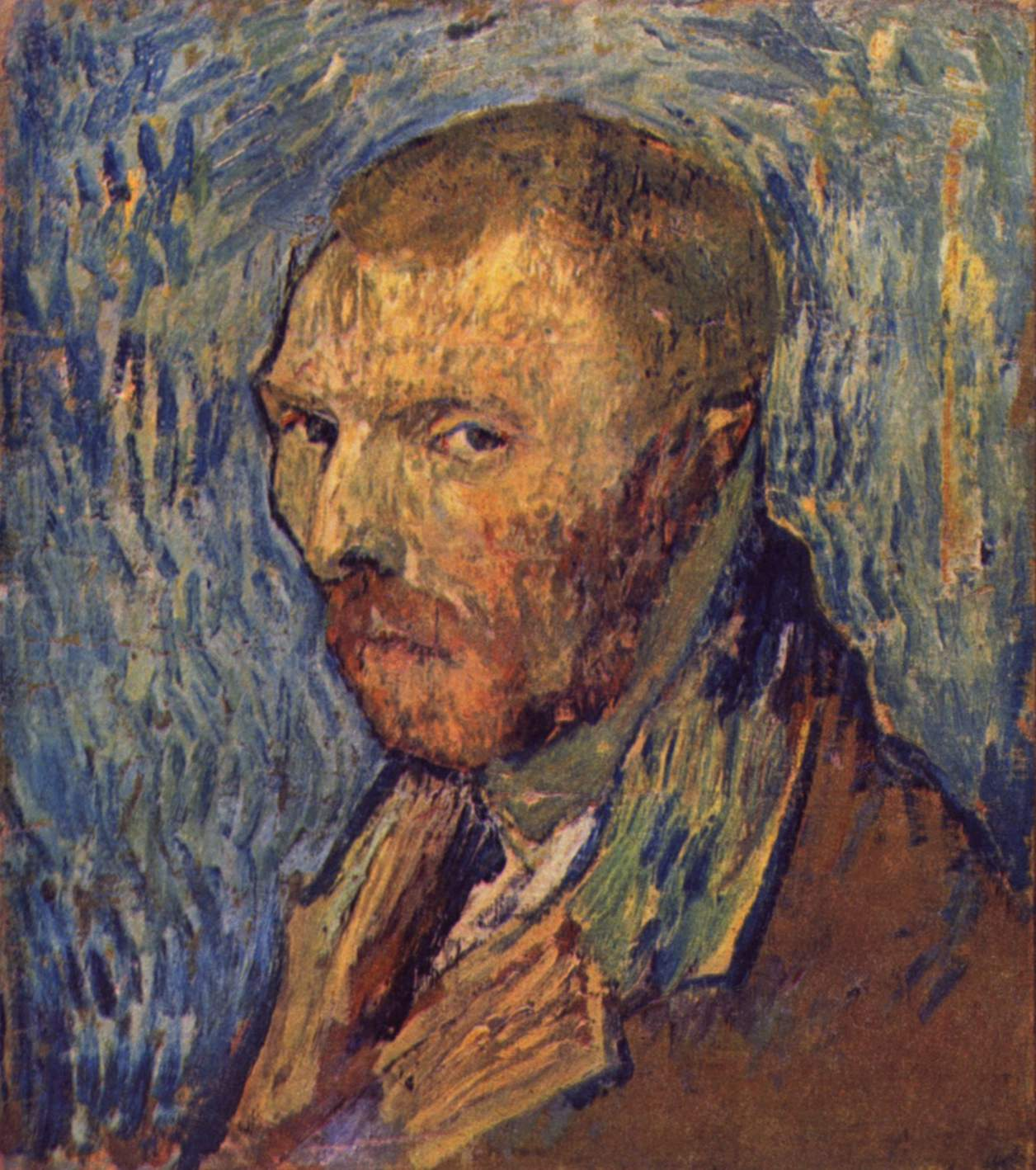
Autoritratto con l'orecchio mutilato, 1889? (F 528)
olio su tela, 40 × 31 cm
National Gallery, Oslo

Circa nello stesso periodo in cui venne pubblicato il Catalogo ragionato, Jacob Baart de la Faille dovette ammettere di aver incluso dipinti emersi da fonti dubbie, e di dubbia qualità. Poco dopo, nel 1930, De la Faille respinse una trentina di dipinti che aveva originariamente inclusi nel suo catalogo - insieme a un centinaio di altri che aveva già esclusi: autoritratti - e Girasoli - che avevano un posto di rilievo nel gruppo ora disconosciuto. Nel 1970, l'editore del manoscritto postumo di De la Faille segnò la maggior parte di questi dubbi autoritratti come falsi, ma non poté risolvere tutte le controversie, almeno su uno:
- Autoritratto con stampa giapponese, allora nella collezione di William Goetz, Los Angeles, venne incluso, anche se tutti gli studiosi disconobbero l'autenticità.[13]

Nello stesso tempo, fu in dubbio l'autenticità di un secondo "autoritratto":
- Autoritratto con l'orecchio mutilato, acquistato nel 1910 dalla Nasjonalgalleriet, di Oslo, è stato unanimemente respinto dagli studiosi e ricercatori per decenni, fino a quando ricerche sulla provenienza realizzate dai membri dello staff riferirono pro domo il contrario.[14] La discussione è ancora in corso. È strano però il fatto che questo presunto autoritratto non è stato realizzato specchiato, i bottoni e le asole della giacca sono al loro posto e l'orecchio mutilato è il sinistro, come nella realtà.

## Ritratti di Vincent van Gogh realizzati da altri artisti

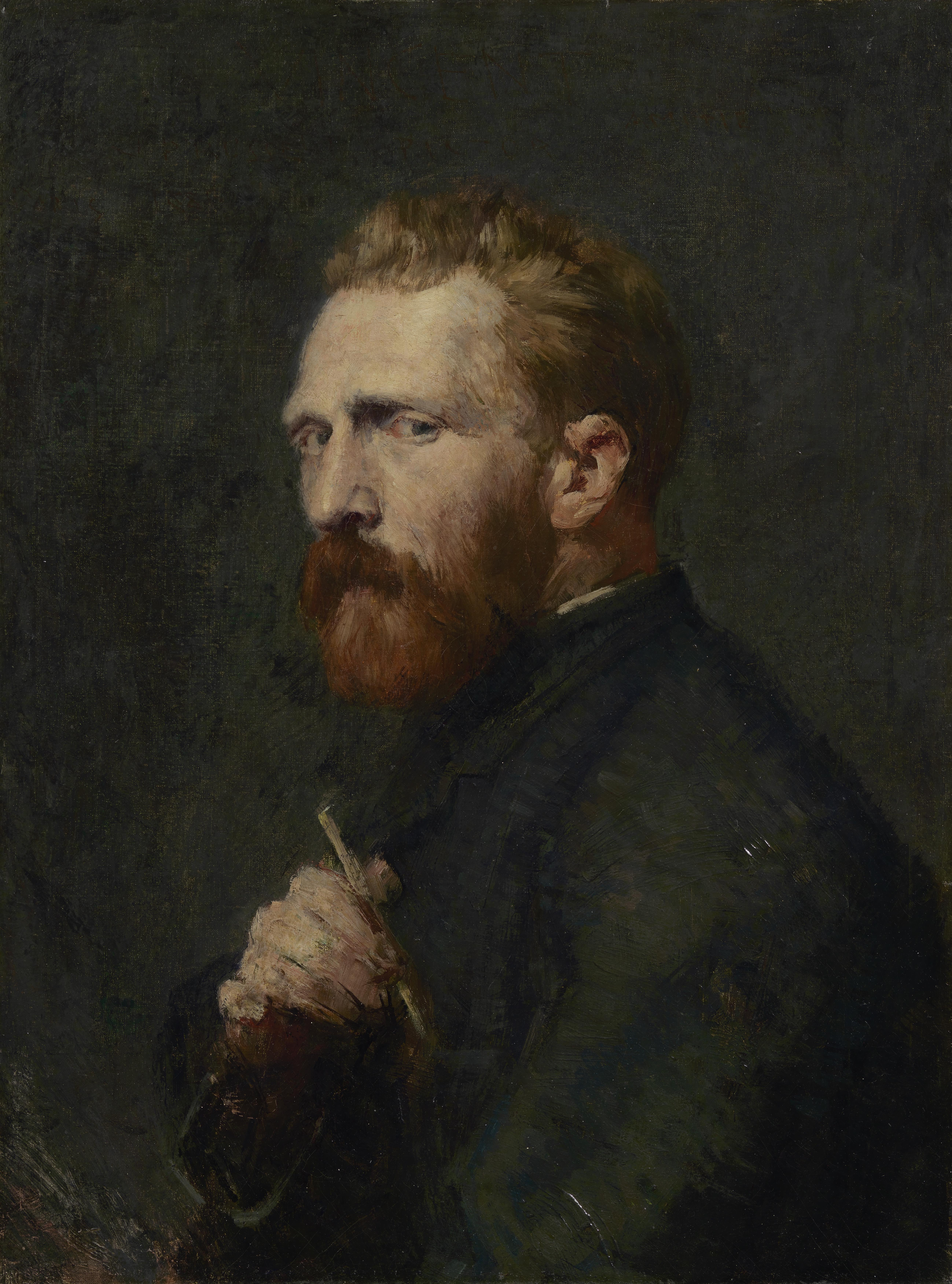
File:Vincent_van_Gogh_-_s0273V1962_-_Van_Gogh_Museum.jpgJohn Peter Russell, 1886, Van Gogh Museum, Amsterdam
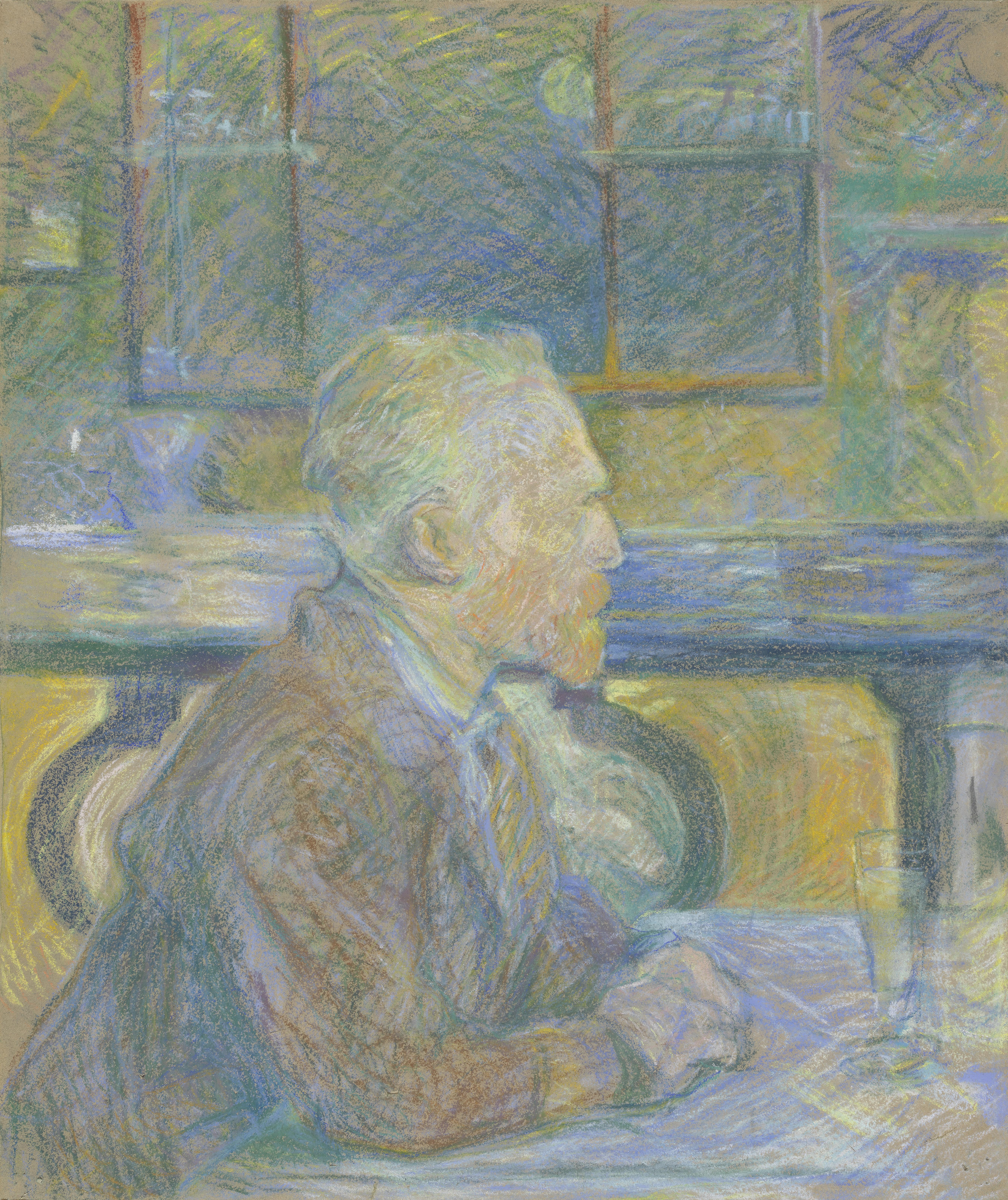
File:Toulouse-Lautrec_de_Henri_Vincent_van_Gogh_Sun.jpgHenri de Toulouse-Lautrec, 1887, pastello su cartone, Van Gogh Museum, Amsterdam
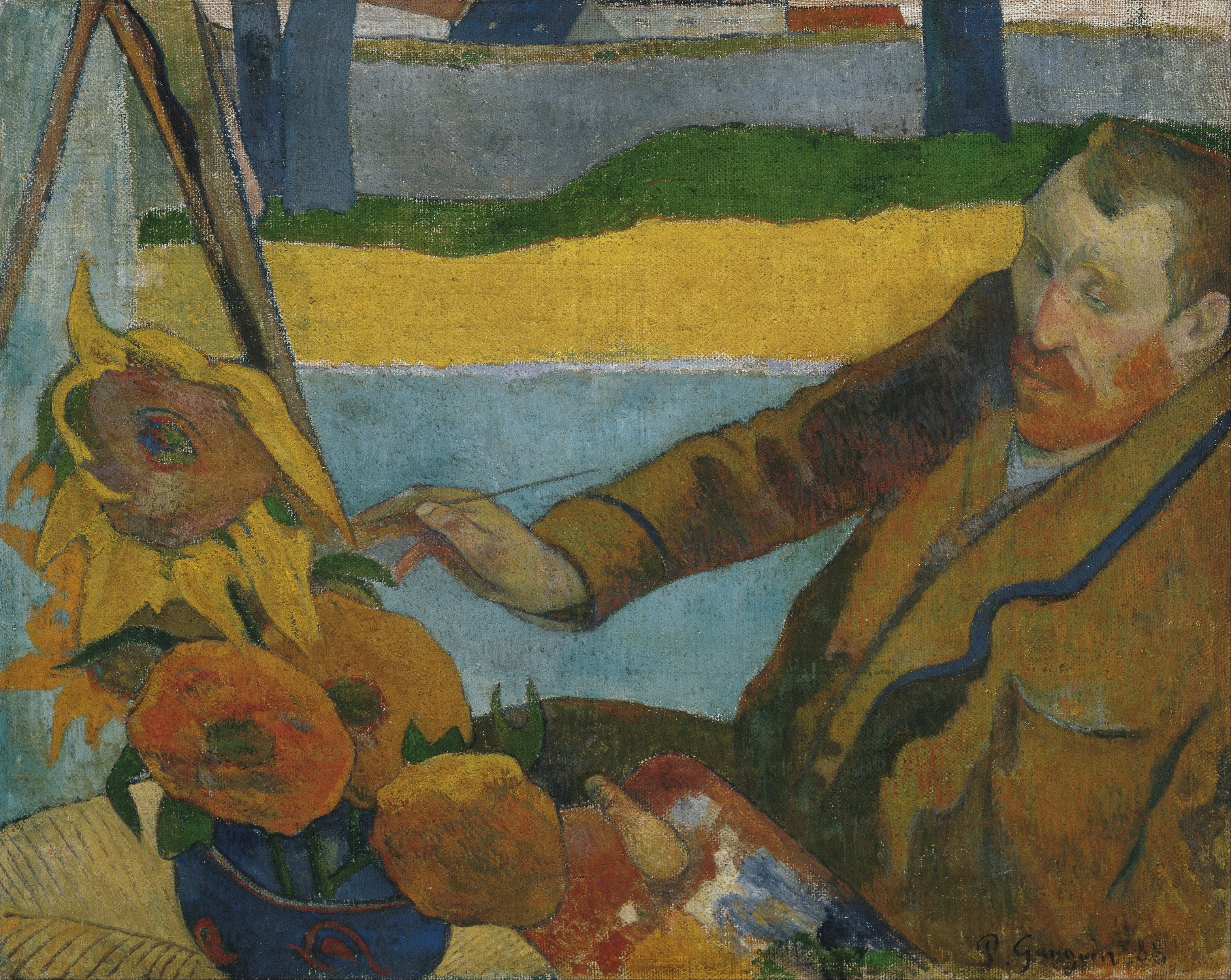
File:Paul_Gauguin_-_Vincent_van_Gogh_painting_sunflowers_-_Google_Art_Project.jpgPaul Gauguin, 1888, Van Gogh Museum, Amsterdam

## Galleria d'immagini

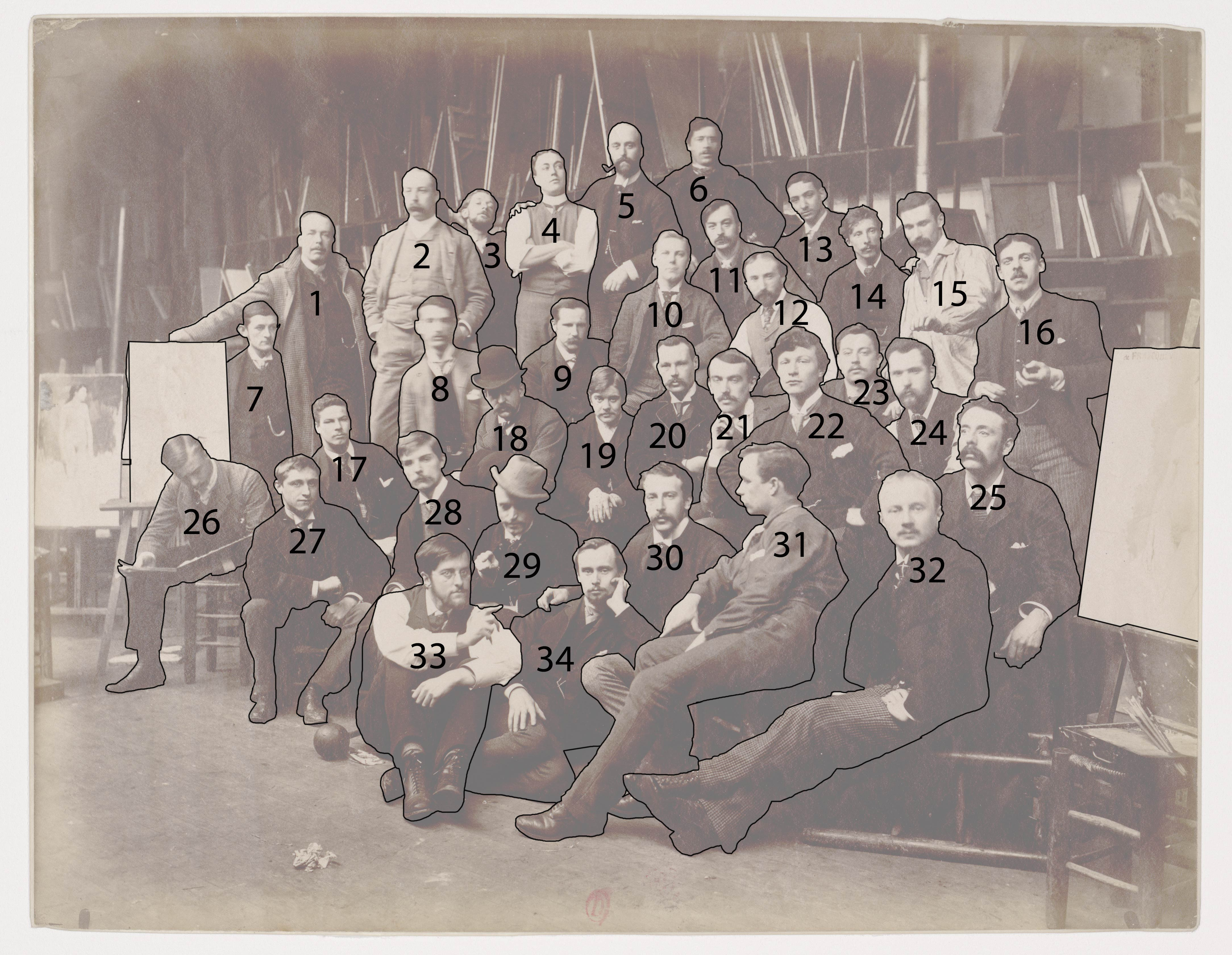
N° Identification 1 Harry Bates 2 Archibald Standing Hartrick 3 Eduard Vuillard 4 D. Howard Hitchcock 5 Paul Serusier 6 Paul Gauguin 7 Non individuato 8 Akseli Gallen-Kallela 9 Non individuato 10 Charles Bartlett11 Arnold Hendrik Koning 12 Vincent Van Gogh 13 Georges Lacombe 14 Pierre Bonnard 15 Paul Ranson 16 John Longstaff 17 Eeero Jarnefelt 18 Loius de Sparre 19 Non individuato 20 Edouard Cremey 21 John Peter Russell 22 Arthur Briet 23 Andries Bonger or Paul Signac 24 Ker Xavier Roussel 25 Walter Whiters 26 Emil Wikström 27 Non individuato 28 Albert Edelfelt 29 Dodge Mc Knight 30 Emanuel Phillips Fox 31 Ferdinand Hart Nibbrig 32 Jean de Francqueville 33 Julien Rabache 34 Tudor Saint Georges Tucker

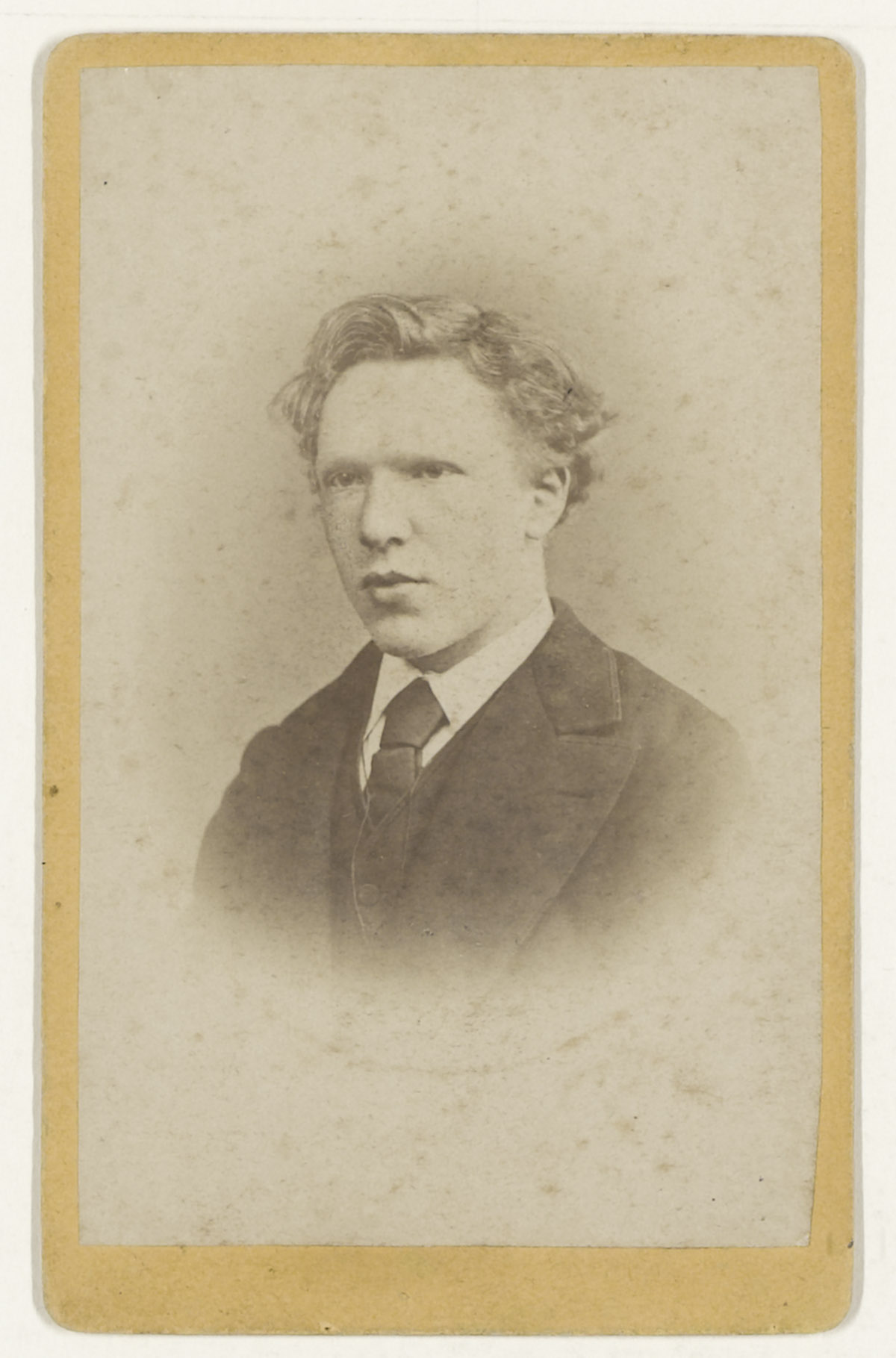
Fotografia di Vincent van Gogh, all'età di 19 anni, c. 1873

## Fotografie e supposte tali

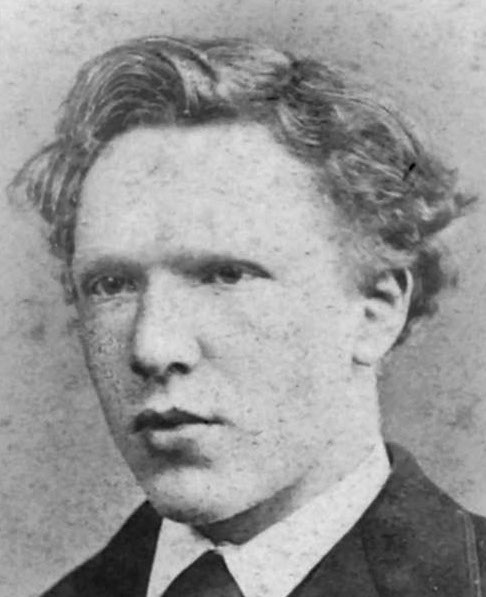
Fotografia di Vincent van Gogh, all'età di 19 anni, c. 1873
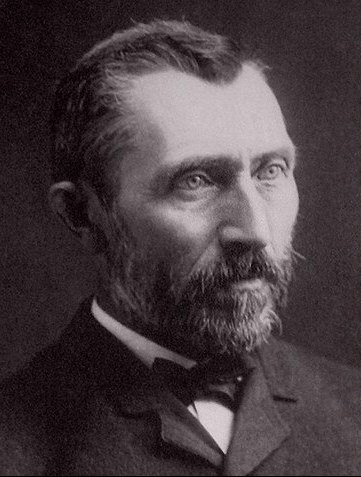
Fotografia di Victor Morin, c. 1886, Québec. Scoperta nei primi anni 1990, probabile fotografia di Vincent c. 1886
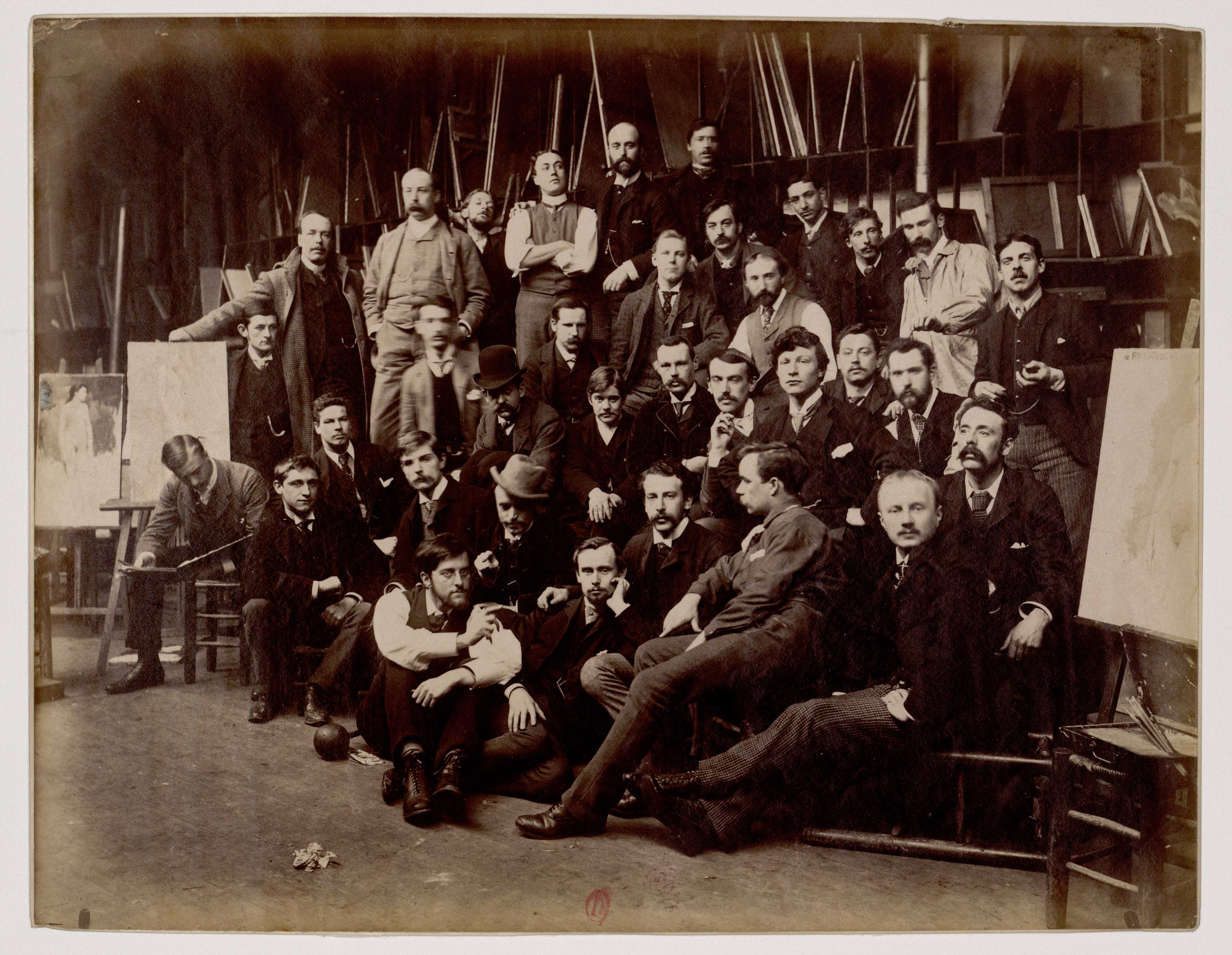
Sembrerebbe l'unica fotografia esistente che ritrae Vincent van Gogh nel gruppo degli allievi della Julian Academie a Parigi l'8 febbraio 1888. Foto del fotografo Edmond Bénard. Qui il pittore, non individuato, avrebbe avuto 34 anni.